# Güímar
Güímar es una localidad y municipio español perteneciente a la isla de Tenerife, en la provincia de Santa Cruz de Tenerife, comunidad autónoma de Canarias.

## Toponimia
El municipio toma su nombre de su capital, que a su vez lo hace del antiguo reino guanche. Algunos autores traducen el término por 'ángulo, esquina, rincón'.

## Símbolos

### Escudo
El escudo fue aprobado por el Ministerio de Gobernación el 2 de febrero de 1928.
En su parte central, en franja oblicua, en fondo de plata, dos personajes entrelazan sus brazos simbolizando «la paz sin sangre». Uno de los brazos, desnudo, representa a Añaterve el Bueno y su reino, el otro armado y desprovisto de guantelete a Alonso Fernández de Lugo y los suyos. A ambos lados los atributos de uno y otro: la isla de Tenerife, con el Teide en erupción, emergiendo de las aguas marinas, y el castillo y el león rampante, atributos éstos de los reinos que llevaron a cabo la conquista. Rodea esta escena central una bordura de sinople con ocho rejas de arado que representan «el trabajo agrícola» y en la cúspide, presidiendo el timbre del escudo, la corona de los Reyes Católicos.

### Pendón
El municipio cuenta con pendón heráldico, aprobado por la corporación municipal en mayo de 1966. El pendón es de color blanco con el escudo al centro.

## Geografía

Término municipal con respecto a la isla de Tenerife

Se extiende por el sector sureste de la isla, limitando con los municipios de Arafo, La Orotava y Fasnia. El límite sur es el barranco de Herques, que sirve de frontera con el municipio de Fasnia; la divisoria con el municipio de Arafo, al norte, está constituida por la aproximación a la mediana de la corriente de lava producida por la erupción volcánica de 1706, una de las erupciones históricas de Tenerife, que discurre de la cumbre dorsal de la isla al mar, aunque en este caso la trayectoria no llegó al mismo, sino que finalizó a unos trescientos metros de la costa. El lado oeste del municipio lo constituye la cordillera dorsal de la isla, cuya máxima elevación es Izaña, importante centro de astronomía, y uno de los más antiguos observatorios meteorológicos de España.

### Orografía

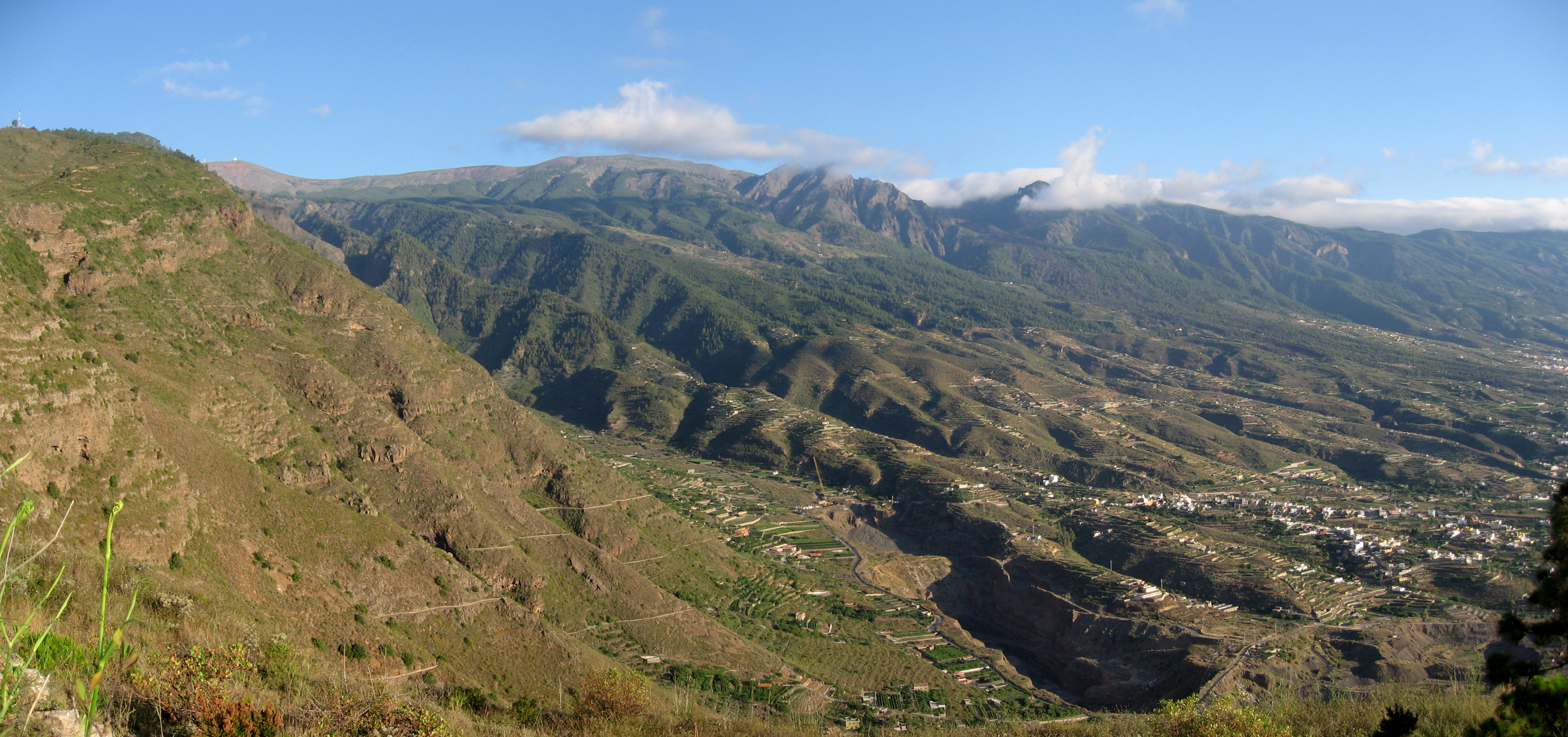
Ladera de Güímar, al fondo Izaña y pico Cho Marcial. En primer término barranco de Badajoz o de Chamoco

Güímar está situado en un valle o depresión que, de acuerdo con la mayoría de los geólogos, es producto de un derrumbe de material volcánico al mar.
El municipio tiene dos partes bien diferenciadas cuya separación física es la Ladera de Güímar, precisamente el límite del derrumbe marino; estas dos partes son el propio Valle de Güímar y la Comarca de Agache.
El Valle de Güímar es un valle creado por desplazamiento de una enorme masa de materia volcánica que cae el mar, sumergiéndose a profundidades de dos mil metros. Aunque esta teoría geológica tiene muchos detractores, la hipótesis supone que tras la construcción de un edificio volcánico desde las profundidades del océano (tres mil metros), el sistema colapsa y se produce un desprendimiento que forma un valle. Sería el mismo proceso que el alud de nieve producido en las altas montañas; el peso hace que el sistema se desmorone por uno de sus lados hacia terrenos de menor cota. Tras el desprendimiento, el valle comenzó a ser rellenado por el producto de la erosión de las cumbres formándose el mayor cono de deyección sedimentario de Canarias. En la zona costera del valle se distingue perfectamente la erupción volcánica que conforma el Malpaís de Güímar, una reserva natural especial formada por un gran cono volcánico y el campo de lavas asociado, que discurre en forma de abanico hasta el mar. La formación se completa con una línea de arrastre de arenas procedentes de las playas del Socorro por efecto de los constantes vientos alisios. La vegetación del malpaís está adaptada a la escasez de precipitación y a una elevada insolación, estando presentes grandes extensiones de tabaiba y cardón.
La costa es muy escarpada, producto de la erosión del mar en las sucesivas corriente lávicas que han ido llegando al océano: esta tónica solo se rompe en la desembocadura de los grandes barrancos, sitios en los que la costa está formada por el amontonamiento de los cantos rodados que el agua de los barrancos ha trasladado desde las cumbres de la isla; las costas pedregosas son los Callaos del Socorro y los de la Bajas. En menor medida existen callaos en la desembocadura del barranco de Herques y en otros barrancos menores. 

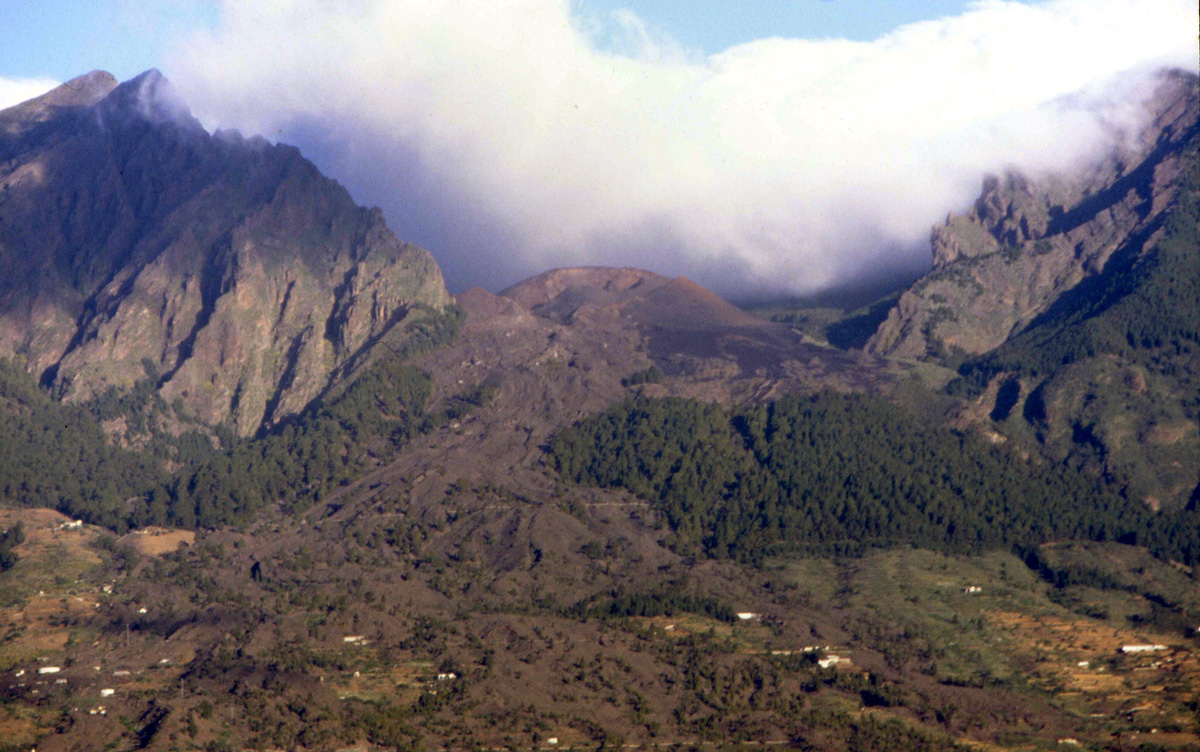
Volcán de las arenas

### Hidrografía
Güímar está surcada por profundos barrancos cuyos cauces penetran en la profundidad de la isla dejando ver sus tempranas formaciones geológicas; en su interior, a la vera de sus desfiladeros, se excavan galerías que nutren de agua a la población para su consumo y el de la agricultura. Los principales barrancos son el de Herques, el de El Escobonal, el de Badajoz o de Chamoco, el del Agua o del Río y el de la Fajana o la Hoya.
Cuando los castellanos conquistaron Tenerife en 1496, los más importantes barrancos de Güímar tenían agua en sus cauces; estas escorrentías duraron hasta el final del siglo xviii, años en las que se secaron por efecto de las erupciones volcánicas. La última erupción de Güímar ocurrió en el año 1705. La lava se derramó siguiendo el barranco de Arafo, desde la caldera de Pedro Gil hasta las proximidades del mar.[cita requerida]

### Clima
Posee clima subtropical, templado y árido. Su clima depende mucho de la altitud, siendo más árido en la costa y más húmedo en torno a los 700 o 900 m.

### Flora

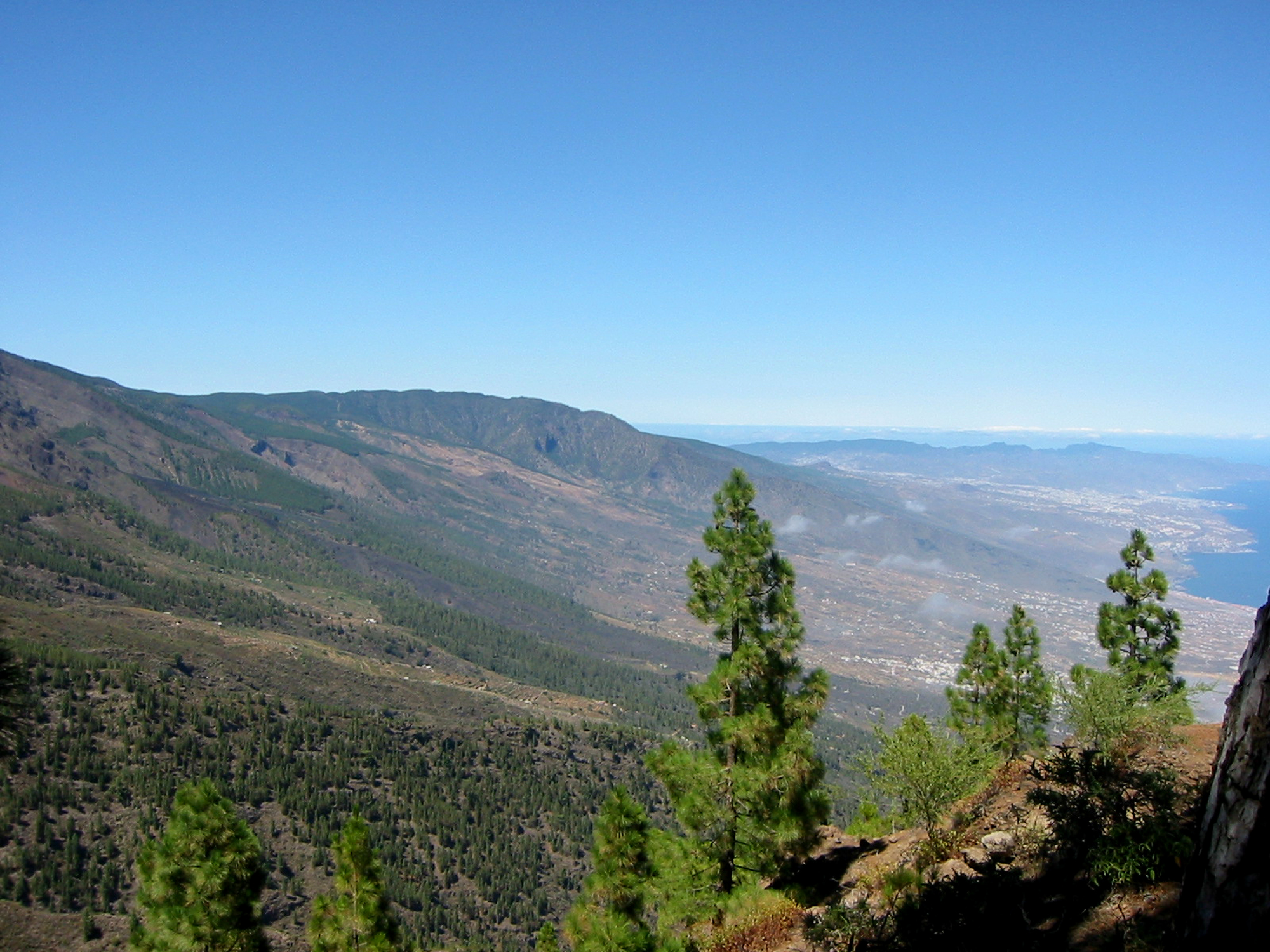
En primer plano, pinares de La Ladera de Güímar. En el centro de la foto, montes de Güímar y lenguas de lava del volcán de Las Arenas (1705). Al fondo, Ladera de Chafa. Más al fondo, Santa Cruz de Tenerife y los montes del Macizo de Anaga

El barranco de Badajoz alberga manifestaciones de pinar natural, así como algunos reductos de laurisilva; asimismo cuenta con una importante muestra de retamar en Izaña, en la parte alta, dentro del llamado preparque del Teide.

### Geología
La costa se encuentra recorrida de sur a norte por una grieta volcánica subterránea que ha dado al litoral (al igual que el resto de la costa sur de la isla) una morfología constituida por erupciones volcánicas que han producido importantes edificios volcánicos por acumulación de lapilli (roca conocida en Canarias por picón). La alineación volcánica ha creado montañas como la de Abeñamo, Pino de don Tomás, Montaña Colorada, Montaña de las Dos Tetas, Montaña de los Guirres, Montaña de la Mar y la Montaña Grande o Montaña del Socorro, que se eleva trescientos metros sobre el terreno circundante y tiene en su interior un cráter inactivo.
Una capa de toba volcánica (zahorra y material puzolánico) procedente de la gran erupción del tipo nube ardiente de Granadilla, está presente en toda la franja costera, sobre todo en los obstáculos que la nube ardiente encontró en su camino hacia Anaga; esta nube ardiente es importante no solo en sí misma por constituir un ejemplo muy escaso en el mundo, sino porque modela y retoca todo el paisaje del sur de Tenerife, hasta tal punto que el sesenta por ciento que se contempla desde el espacio está marcado por la puzolana, observándose como una amplia extensión blanquecina. De acuerdo con las dinámicas térmicas del interior de la nube ardiente, los materiales se depositan en el suelo a diferentes niveles o altitudes: los más ligeros, llamados zahorras, se depositan a grandes altitudes; en Güímar se encuentran en Sosa, en los Altos de El Escobonal y de Agache y en la orilla del monte en el Valle; en la zona media hay puzolanas más sólidas (llamadas toscas o toscones) que en algunos casos los primeros habitantes usaron para levantar paredes por su relativa dureza y por la facilidad para trabajarlos; en la costa se encuentran las puzolanas plenamente compactadas, son los llamados bloques de cantera que se siguen usando en la construcción por su dureza media y sobre todo por su vistosidad y facilidad para el cincelado. En la cumbre de Izaña también existen importantes aglomeraciones de lapilli o picón que redondean el paisaje.

### Espacios protegidos

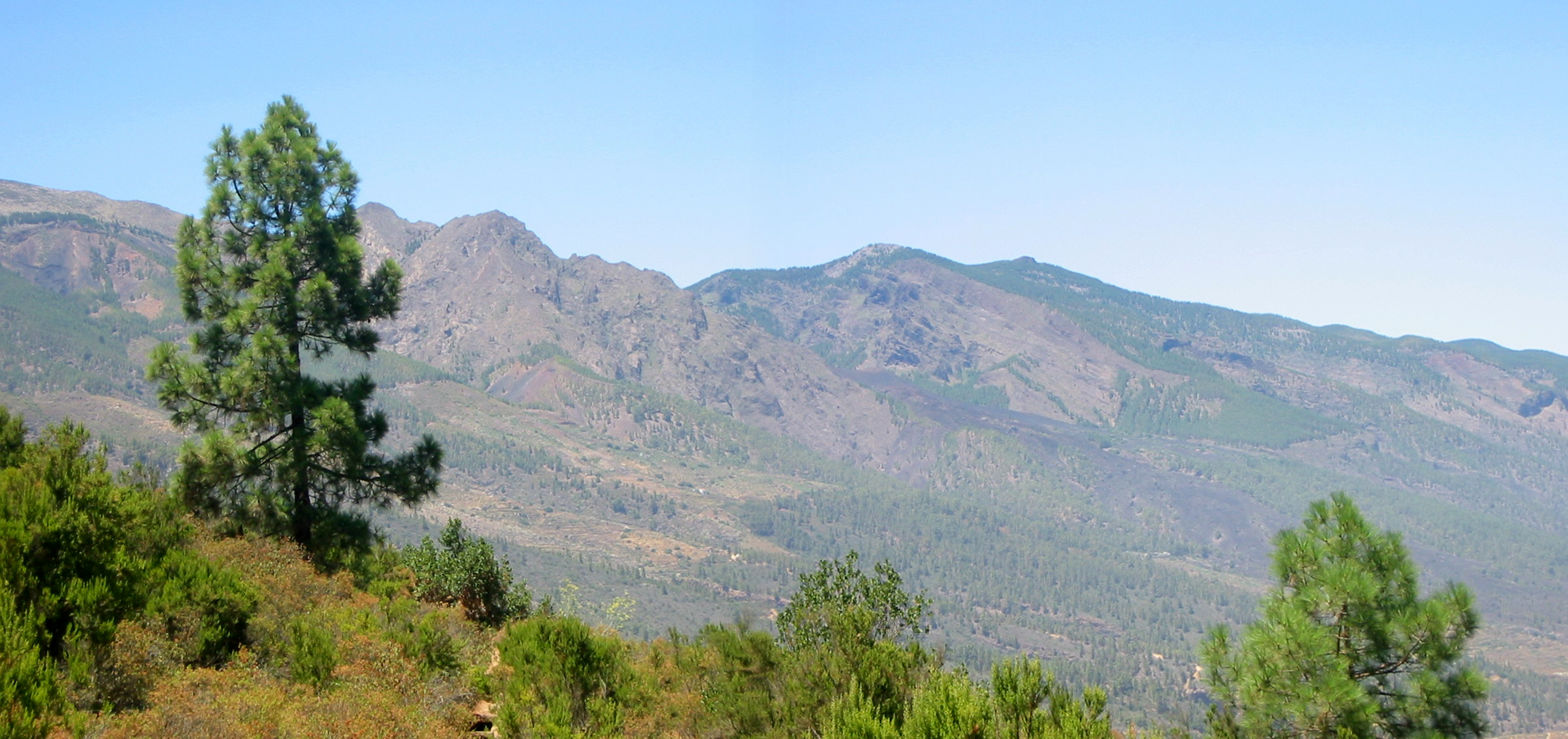
Montes de Güímar. En el centro, Volcán de Las Arenas (1705) junto al pico Cho Marcial. Bajo el pico, zona de cultivo de viñas de Las Dehesas y Los Pelados

El municipio cuenta con varios espacios naturales protegidos que recogen los distintos hábitats, referidos a la alta montaña, las medianías y la zona costera. Así, posee superficie del parque nacional del Teide, del parque natural de la Corona Forestal, del paisaje protegido de las Siete Lomas y del monumento natural del Barranco de Fasnia y Güímar. Íntegramente incluida en su término se encuentra la reserva natural especial del Malpaís de Güímar.
Todos estos espacios protegidos están además incluidos en la Red Natura 2000 como Zonas de Especial Conservación, mientras que las superficies del parque nacional y del parque natural son también Zona de Especial Protección para las Aves.
El municipio cuenta asimismo con los montes de utilidad pública denominados Agache y Escobonal y Cumbres de Güímar.
El parque natural de la Corona Forestal es el mayor espacio protegido del archipiélago canario, situado en el centro de la isla de Tenerife y en torno al parque nacional del Teide. Entre la Corona Forestal y el parque nacional se ha creado un área de preparque que afecta al municipio de Güímar. Los lugares geográficos correspondientes al municipio de Güímar en la Corona forestal son: Corral del Niño, Llano de los Infantes, Izaña, Montaña del Cobre, Peta Podón, Mal Abrigo, El Peñón, el Lomo del Caballo, Los Dornajos y Cho Marcial. El parque de la Corona Forestal incluye numerosas cabeceras de barrancos, algunas muy encajadas en la isla como el barranco de Badajoz.
La Corona Forestal incluye el llamado pico de Cho Marcial, escarpe que configura el paisaje de la zona alta del valle de Güímar, a su lado se encuentra la Caldera de Pedro Gil, donde tuvo lugar la erupción histórica de 1705. En la zona baja de la Corona Forestal se encuentran numerosas galerías de las que se extrae agua del interior de la isla. También se encuentran fuentes como la de Mal Abrigo, cerca de Izaña y Los Dornajos en los altos de Las Dehesas. En la zona baja de la Corona Forestal se encuentran las dos zona vitivinícolas más importantes de Güímar, las Dehesas y Los Pelados. La Corona Forestal está recorrida por varias pistas forestales, la más importante nace en el Mirador de don Martín, en la carretera General del Sur, y tras ascender bordeando la Ladera de Güímar se divide en dos ramales en la llamada Montaña del Cobre, uno sigue la ascensión hasta el Lomo de Izaña y otro se dirige hacia el norte, prácticamente en horizontal, hasta la altura del Lomo de Benito, para luego ascender hasta Malabrigo y el Peñón. En la zona de Malabrigo, junto a la fuente, existe un refugio de montaña, construido en su día por el Ayuntamiento, se trata del archete de Cayetano, junto a la fuente de Mal Abrigo; al lado de esta fuente también podemos encontrar dos cuevas excavadas en picón. La vereda más importante de esta zona nace en Güímar de Arriba y tras ascender entre los barrancos de Badajoz y El Río llega al Rinconcito, parte baja de la Montaña del Cobre, desde allí se dirige a la fuente de Mal Abrigo para continuar hacia el Valle de la Orotava, justo en el Peñón. En la zona del Peñón, y en la de Montaña del Cobre, hay un desarrollo importante de la apicultura durante el verano, por la gran cantidad de retama que hay en la zona. En la actualidad las más viejas familias de abejeros de Güímar siguen llevando sus colmenas al lugar todos los años. En la Corona Forestal hubo a principios y mediados del siglo xx una importante actividad pastoril.

### Comunicaciones

#### Carreteras
Las principales vías de comunicación por las que se accede al municipio de Güímar son la Autopista del Sur TF-1 y la carretera General del Sur TF-28. Asimismo, existen una serie de carreteras secundarias que unen las diferentes entidades de población entre sí o con otros municipios:
- TF-514 de la TF-24 a Izaña
- TF-525 de Güímar a Arafo
- TF-61 de Güímar a El Puertito
- TF-616 de Punta Prieta a El Tablado
- TF-617 de El Tablado a El Escobonal

#### Transporte público
El municipio cuenta con paradas de taxis en el casco de la ciudad y con una estación de autobuses —guaguas—, quedando conectado mediante las siguientes líneas de TITSA:
| Línea | Trayecto                                                                 | Recorrido |
| ----- | ------------------------------------------------------------------------ | --- |
| 033   | Güímar - Fasnia - La Sombrera                                            | Horario/Línea                                                                                                   |
| 035   | Güímar - Granadilla de Abona (por Fasnia y Arico)                        | Horario/Línea                                                                                                   |
| 111   | Sta. Cruz - Aeropuerto Sur - Los Cristianos - Costa Adeje                | Horario/Línea                                                                                                   |
| 112   | Sta. Cruz - Arona (por Costa del Silencio)                               | Horario/Línea (enlace roto disponible en Internet Archive; véase el historial, la primera versión y la última). |
| 115   | Sta. Cruz - Las Galletas - Costa del Silencio                            | Horario/Línea (enlace roto disponible en Internet Archive; véase el historial, la primera versión y la última). |
| 116   | Santa Cruz - Granadilla (por El Médano)                                  | Horario/Línea (enlace roto disponible en Internet Archive; véase el historial, la primera versión y la última). |
| 120   | Santa Cruz - Güímar (por Candelaria y Puertito de Güímar)                | Horario/Línea                                                                                                   |
| 121   | Santa Cruz - Güímar (por Arafo)                                          | Horario/Línea                                                                                                   |
| 122   | Santa Cruz - Las Caletillas - Candelaria - Polígono industrial de Güímar | Horario/Línea                                                                                                   |
| 124   | Santa Cruz - Güímar (por Candelaria y polígono industrial de Güímar)     | Horario/Línea Archivado el 29 de julio de 2016 en Wayback Machine.                                              |
| 127   | Taco - Güímar (por barranco Hondo y Candelaria)                          | Horario/Línea                                                                                                   |
| 343   | Puerto de la Cruz - Los Cristianos (por Aeropuerto Norte y Sur) express  | Horario/Línea                                                                                                   |

## Historia

### Etapa guanche: antes delsigloxv
El territorio que constituye el moderno término municipal se integraba en el reino o menceyato de Güímar.
Según las crónicas, en un comienzo la isla de Tenerife constituyó una sola unidad política o reino hasta que se dividió en nueve. De entre ellos, los más importantes eran el de Taoro, que aglutinaba los reinos del norte, y el de Güímar, que hacía lo mismo con los del sur y que tenía una extensión mayor de la que posee el término municipal.
La economía se basaba en la ganadería —cabras, ovejas, cerdos— y en la agricultura y explotación de recursos marinos y forestales.
La importancia que alcanzó el reino güimarero se refleja en los numerosos vestigios encontrados: barranco de Herques, cuevas de habitación naturales y artificiales, la cueva de Chinguaro donde estuvo la imagen de la Virgen de la Candelaria, la cueva de El Cañizo en el barranco de Badajoz, refugios pastoriles, concheros, etc.

### Conquista y colonización europeas: siglosxvyxvi
De entre todos, el menceyato de Güímar fue el que había recibido una mayor actividad evangelizadora previa a la conquista. En este contexto hay que analizar la repercusión histórica del hallazgo por los guanches de la imagen de la Virgen de Candelaria en las costas de Chimisay. La imagen fue llevada a la cueva-palacio del mencey de Güímar, donde se la veneró durante cincuenta años, convirtiéndose así en el primer santuario mariano de la isla.
Tras 1496, finalizadas las operaciones militares de conquista de la isla, los guanches se fueron integrando en el nuevo tejido social. Fueron muy pocos los guanches que en Güímar obtuvieron la propiedad de algún trozo de tierra o data cuando el nuevo gobernador procedió al reparto de lo que fue su antiguo territorio, por eso muchos siguieron viviendo en cuevas en lugares como Guaza de tal forma que llegaron a mantener su identidad hasta el siglo xvii debido a su aislamiento.

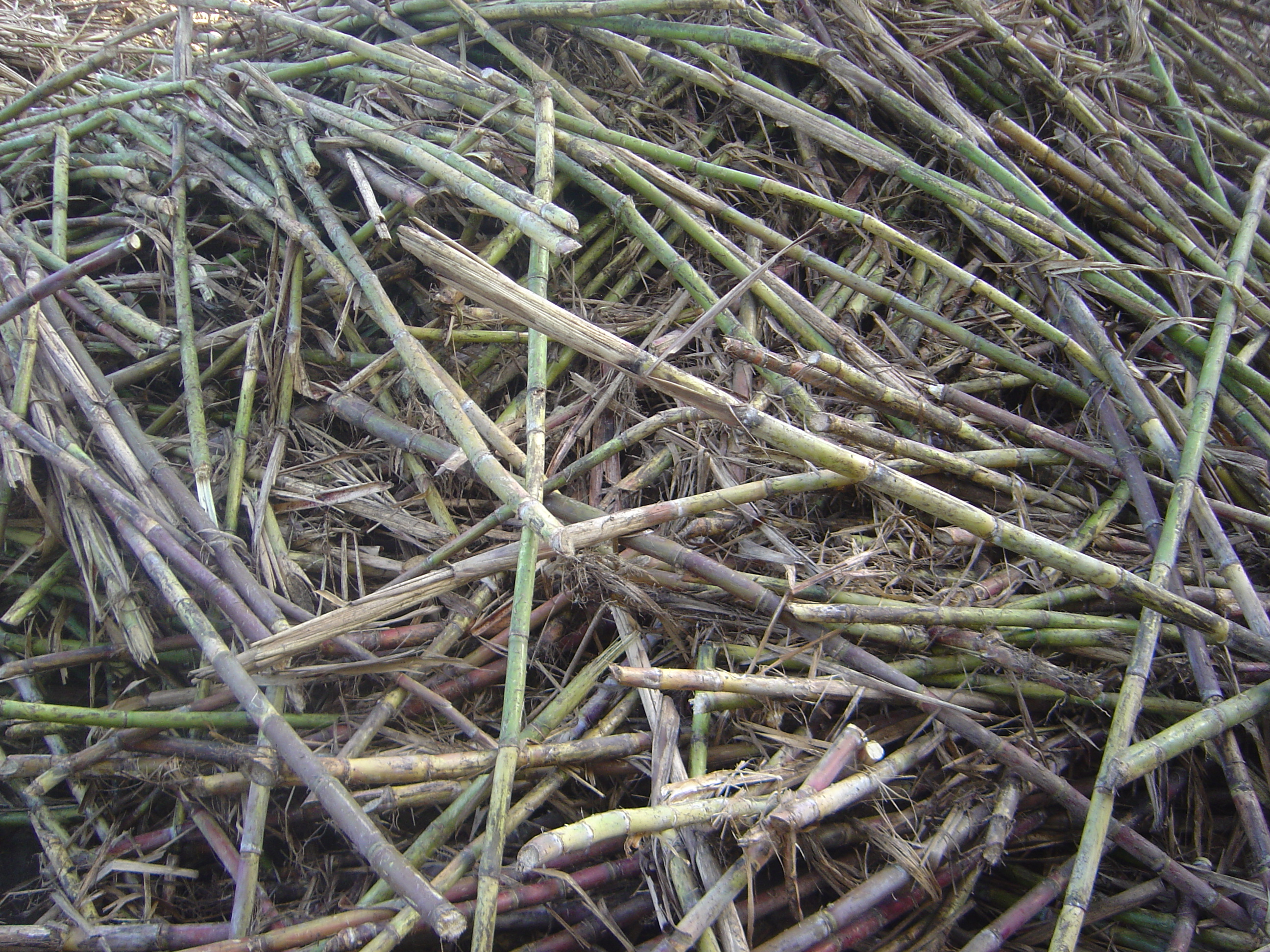
Caña de azúcar cortada

El primer núcleo de población de Güímar se originó en el siglo xvi en el barrio de San Juan -también llamado Güímar de Arriba- en las proximidades de los manantiales de los barrancos del Agua y de Chamoco. Las primeras edificaciones estuvieron vinculadas al ingenio azucarero puesto en marcha por los hermanos Juan Felipe y Blasino Piombino o Romano.
La producción de la comarca se centraba en la ganadería, caña de azúcar, cultivo de cereales, viña, producción de miel, etc.
A través de un proceso progresivo de concentración de tierras, en el que desaparecen muchos de los primeros pobladores que reciben datas, la hacienda de las Vargas se va convirtiendo en una inmensa propiedad. A mediado del siglo xvi, cuando es adquirida por Pedro Alarcón, tenía una extensión mayor que la del moderno municipio de Güímar y además del ingenio y los cañaverales, contaba con muchas huertas de viña, frutales, tierras de secano, casas, dependencias, etc.

### Antiguo Régimen: siglosxviiyxviii
El Valle de Güímar comenzará a desempeñar un papel abastecedor de productos de primera necesidad para otras zonas de la isla, entre las que irá destacándose, sobre todo en el siglo xvii, una población en expansión como el Puerto de la Cruz. Pese a los estragos de la erupción volcánica de 1705, que arrasó un importante volumen de tierras dedicadas al cultivo de cereales, los agricultores de Güímar aunaron esfuerzos para salir juntos del problema creando nuevas modalidades de cultivo y favoreciendo un crecimiento económico y poblacional importante que desmarcará a Güímar del estancamiento.
En el siglo xvii la crisis de la economía azucarera motivó a los grandes propietarios de las tierras de Güímar a ir cediendo tierras a los campesinos bajo diferentes fórmulas. De esta manera fue creciendo la población del núcleo original, desplazándose en dirección a la costa. Este desplazamiento viene marcado por la fundación de una pequeña ermita junto a un depósito de agua, conocida como San Pedro del Tanque, y que posteriormente dará lugar al templo moderno. Así, a lo largo de esta centuria se va consolidando el núcleo central de la villa, vertebrada en torno a la plaza de San Pedro y a las calles de San Pedro Arriba y San Pedro Abajo.
En el xviii tiene lugar un significativo crecimiento demográfico del pueblo, que está relacionado con una época de expansión agrícola basada en la agricultura de autoconsumo o de mercado interno y en la producción del vino -falso Madeira- para la exportación. Es en estos años cuando se consolidan los barrios de San Pedro Arriba y San Pedro Abajo. Se produce también en este siglo la segregación de los pagos de Fasnia, que pasarán a formar parte de Arico. La población del área de Agache también evoluciona en este siglo de manera ascendente por lo que surge en 1745 la primitiva ermita de El Escobonal.

### Etapa moderna: siglosxixyxx
En el siglo xix la localidad de Güímar presentaba ya una estructura urbana consolidada, cuyo centro estaba compuesto por un eje que unía la plaza de San Pedro y el convento dominico. En 1838, tras la Desamortización de Mendizábal, este convento pasó a convertirse en el centro sociopolítico de la localidad, al ubicarse en él las dependencias del ayuntamiento, las escuelas públicas y el juzgado. En 1854 surgió la primera plaza pública de la localidad, frente a la ermita de San Pedro Abajo.
En 1858 se produjo el intento fallido de los pueblos de Agache de segregarse del municipio de Güímar para convertirse en municipio independiente. En 1911 la localidad de El Escobonal volvería a optar por la segregación, en esta ocasión apuntando a la unión con el municipio de Fasnia.
El hito que corona el crecimiento demográfico y urbanístico de la localidad es la concesión del título de Villa, que tuvo lugar el 28 de junio de 1900.
A comienzos del xx, el núcleo urbano de Güímar estaba conformado fundamentalmente por las calles: El Rincón, plaza de San Pedro, Tafetana, Santo Domingo, carretera Vieja, etc. En la primera mitad de este siglo se va configurando una nueva vía que adquirirá gran relevancia urbanística, la formada por las avenidas de Santa Cruz y de Pérez Cáceres, anteriormente carretera General del Sur, en donde se construyeron fondas, cines, etc. También surge la plaza de las Flores.

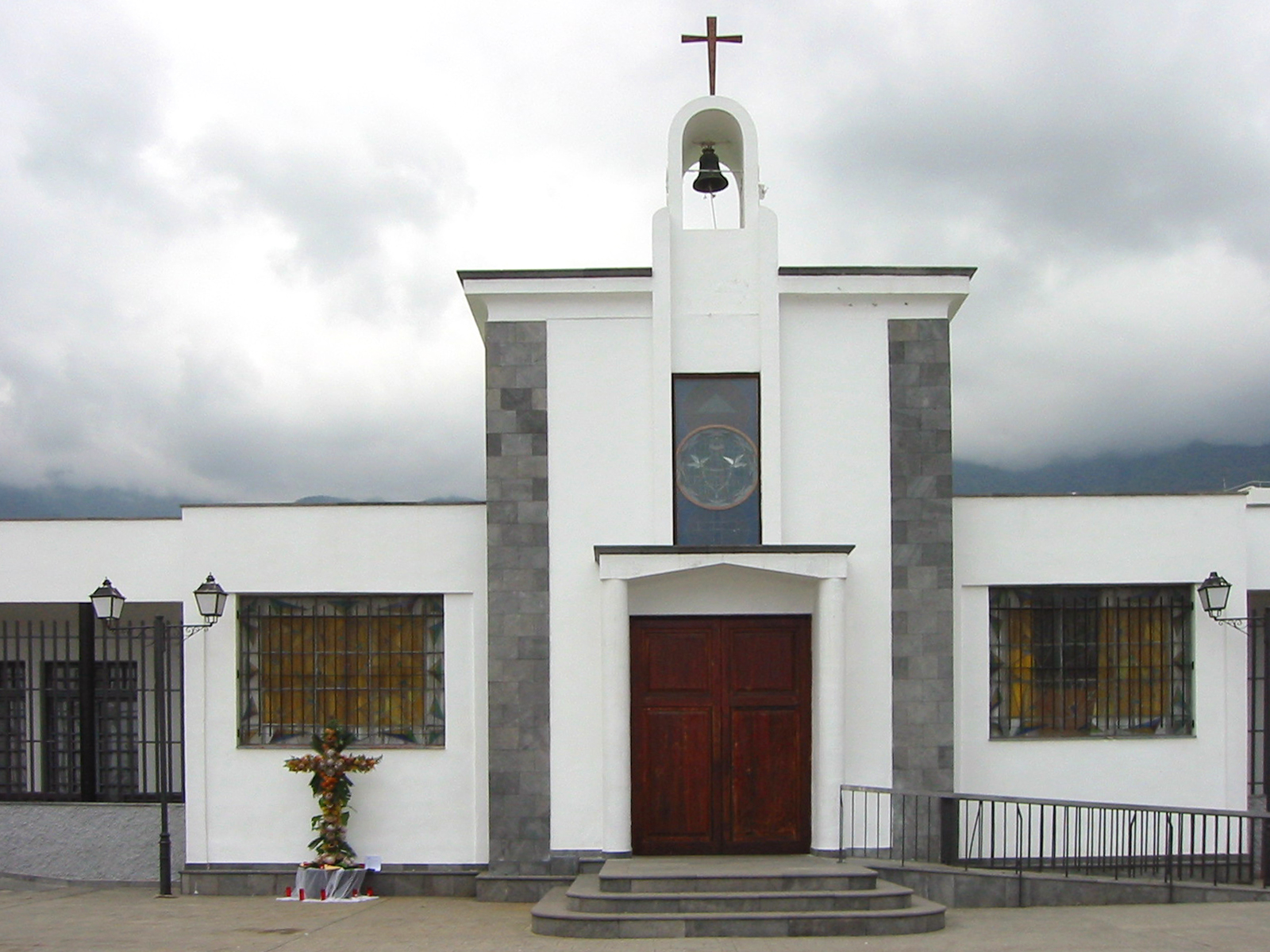
Parroquia de Fátima y Cofradía del Cristo de las Caídas

En la segunda mitad del siglo xx Güímar comienza a crecer en dirección al pueblo vecino de Arafo. En las estériles tierras que asoló el volcán de las Arenas se va estableciendo, primero en cuevas de archete y luego en casas de autoconstrucción o urbanizaciones, el barrio más populoso del municipio: Fátima, que surge con vitalidad en 1945 cuando el alcalde Antonio Gómez Ramos reparte solares de trescientos metros cuadrados, con la intención de construir viviendas según los planos elaborados por el aparejador güimarero Felipe Padrón Sanabria. En 1981 el Ayuntamiento y su alcalde, Pedro Guerra Cabrera, atendiendo a los problemas que le surgían a los vecinos en cuanto a la propiedad de los terrenos, los cede definitivamente a estos.
El crecimiento urbanístico de Güímar, en la segunda mitad del siglo xx, encuentra su hito en la concesión en 1961 del título de ciudad y el trato de Excelentísima a su Corporación, otorgado por el Gobierno estatal.
A partir de los años 70 destaca el surgimiento del Puertito de Güímar como núcleo de segunda residencia en lo que era una zona de pescadores y junto a unas barriadas y que hoy es un núcleo en importante expansión de primera residencia y dotándose poco a poco de los servicios necesarios.

### Sigloxxi
El municipio de Güímar cuenta con dos notarías demarcadas (la segunda desde 2008) y un registro de la propiedad, que abarca también el municipio de Arafo (creado desde 2007 pero abierto físicamente en Güímar desde febrero de 2009). Cabeza de partido judicial desde 1989, Güímar posee un Palacio de Justicia con capacidad para cuatro juzgados, si bien solo existen tres en activo.

## Demografía
Güímar cuenta con una población de 21 716 habitantes (INE 2024).
| Gráfica de evolución demográfica de Güimar entre 1842 y 2021                                                        |
| |
| Población de derecho según los censos de población del INE Población de hecho según los censos de población del INE |

A 1 de enero de 2020 Güímar tenía un total de 20 662 habitantes, ocupando el 14.º puesto en número de habitantes de la isla de Tenerife y el 15.º de la provincia de Santa Cruz de Tenerife, así como el 28.º de la comunidad autónoma de Canarias.
La población relativa era de 200,74 hab./km².
Por sexos contaba con 10 207 hombres y 10 455 mujeres.
Del análisis de la pirámide de población se deduce que:
- La población comprendida entre 0 y 14 años era el 14 % (2793 personas) del total;
- la población entre 15 y 64 años se correspondía con el 69 % (14 318 pers.);
- y la población mayor de 65 años era el 17 % (3551 pers.) restante.

En cuanto al lugar de nacimiento, el 81 % de los habitantes del municipio (16 726 pers.) había nacido en Canarias, de los cuales el 57 % (9609 pers.) lo había hecho en el mismo municipio, el 37 % (6253 pers.) en otro municipio de la isla y el 5 % (864 pers.) en otra isla del archipiélago. El resto de la población la componía un 13 % (2746 pers.) de nacidos en el Extranjero, mayoritariamente en Venezuela, y un 6 % (1190 pers.) procedentes del resto de España.
| Entidad singular   | Habitantes |
| ------------------ | ---------- |
| Aguerche           | 0          |
| Balandra-Los Picos | 5          |
| Los Barrancos      | 87         |
| La Caleta          | 337        |
| Chimaje            | 36         |
| El Escobonal       | 897        |
| Güímar             | 13 251     |
| Izaña              | 0          |
| Lomo de Mena       | 267        |
| La Medida          | 288        |
| Pájara             | 154        |
| La Puente          | 106        |
| Puertito de Güímar | 4428       |
| Punta Prieta       | 135        |
| El Socorro         | 413        |
| El Tablado         | 258        |
| Total              | 20 662     |

## Administración y política

### Gobierno municipal
El municipio se encuentra regido por su ayuntamiento, compuesto por 21 concejales.
| Periodo   | Nombre                                 | Partido | Partido                                  |
| --------- | -------------------------------------- | ------- | ---------------------------------------- |
| 1979-1986 | Pedro Guerra Cabrera                   |         | Partido Socialista Obrero Español (PSOE) |
| 1986-1992 | Víctor Ángel Pérez Rodríguez           |         | Partido Socialista Obrero Español (PSOE) |
| 1992-1996 | Gumersindo Rigoberto González González |         | Partido Socialista Obrero Español (PSOE) |
| 1996-1999 | Vicenta Díaz Sáez                      |         | Partido Popular (PP)                     |
| 1999-2003 | Gumersindo Rigoberto González González |         | Partido Socialista Obrero Español (PSOE) |
| 2003-2007 | Vicenta Díaz Sáez                      |         | Partido Popular (PP)                     |
| 2007-2013 | Rafael Yanes Mesa                      |         | Partido Socialista Obrero Español (PSOE) |
| 2013-2019 | Carmen Luisa Castro Dorta              |         | Partido Popular (PP)                     |
| 2019-2021 | Airam Puerta Pérez                     |         | Partido Socialista Obrero Español (PSOE) |
| 2021-2025 | Gustavo Pérez Martín                   |         | Coalición Canaria (CC)                   |
| 2025-act. | Carmen Luisa Castro Dorta              |         | Partido Popular (PP)                     |

| Partido político | Partido político                                                    | 1979   | 1983   | 1987   | 1991   | 1995   | 1999   | 2003   | 2007   | 2011   | 2015   | 2019   | 2023   |
| Partido político | Partido político                                                    | Ediles | Ediles | Ediles | Ediles | Ediles | Ediles | Ediles | Ediles | Ediles | Ediles | Ediles | Ediles |
|                  | Agrupación Tinerfeña de Independientes (ATI)                        | —      | —      | 5      | 5      | —      | —      | —      | —      | —      | —      | —      | —      |
|                  | Alianza Popular (AP)                                                | —      | 2      | —      | —      | —      | —      | —      | —      | —      | —      | —      | —      |
|                  | Alternativa por Güímar (AXG)                                        | —      | —      | —      | —      | —      | —      | —      | 3      | 1      | —      | —      | —      |
|                  | Alternativa Sí Se Puede por Tenerife (ASSPPT)-Podemos               | —      | —      | —      | —      | —      | —      | —      | —      | 1      | 2      | 1      | 1      |
|                  | Asamblea Canaria-Izquierda Nacionalista Canaria (AC-INC)            | —      | —      | 1      | —      | —      | —      | —      | —      | —      | —      | —      | —      |
|                  | Asamblea Güimaraz (AG)                                              | —      | 1      | —      | —      | —      | —      | —      | —      | —      | —      | —      | —      |
|                  | Asamblea Tinerfeña (ATF)                                            | —      | —      | —      | —      | 1      | —      | —      | —      | —      | —      | —      | —      |
|                  | Centro Canario Nacionalista (CCN)                                   | —      | —      | —      | —      | —      | —      | —      | 1      | —      | —      | —      | —      |
|                  | Unión de Centro Democrático (UCD)-Centro Democrático y Social (CDS) | 3      | 1      | 2      | 0      | —      | 0      | —      | —      | —      | —      | —      | —      |
|                  | Ciudadanos (CS)                                                     | —      | —      | —      | —      | —      | —      | —      | —      | —      | —      | 1      | —      |
|                  | Coalición Canaria (CC)                                              | —      | —      | —      | —      | 4      | 2      | 3      | 4      | 4      | 2      | 4      | 5      |
|                  | Iniciativa Canaria Nacionalista (ICAN)                              | —      | —      | —      | 1      | —      | —      | —      | —      | —      | —      | —      | —      |
|                  | Nueva Canarias (NC)                                                 | —      | —      | —      | —      | —      | —      | —      | —      | —      | —      | —      | 1      |
|                  | Partido Nacionalista Canario (PNC)                                  | —      | —      | —      | 1      | —      | 1      | 1      | 0      | —      | —      | —      | —      |
|                  | Partido Popular (PP)                                                | —      | —      | —      | 0      | 4      | 6      | 5      | 4      | 4      | 8      | 6      | 9      |
|                  | Partido Socialista Obrero Español (PSOE)                            | 14     | 13     | 9      | 10     | 8      | 8      | 7      | 5      | 7      | 5      | 5      | 5      |
|                  | Socialistas de Canarias (SDC)                                       | —      | —      | —      | —      | —      | —      | 1      | 0      | —      | —      | —      | —      |

En 1996 prospera una moción de censura del PP, CC y Asamblea Tinerfeña contra el alcalde socialista, dando la alcaldía a Vicenta Díaz que se convierte en la primera alcaldesa de Güímar.
En 2003 Vicenta Díaz es reelegida alcaldesa gracias al pacto de gobierno entre el PP, CC y la formación local Socialistas de Canarias (SDC).
Tras las elecciones locales de 2007, un pacto de gobierno entre el PSOE y el PP da la alcaldía a Rafael Yanes.
Aunque tras las elecciones de 2011 se formó un gobierno de pacto entre el PSOE y el PP, poseyendo la alcaldía el socialista Rafael Yanes, el 24 de mayo de 2013 triunfa una moción de censura presentada por el PP, CC y Alternativa Por Güímar que da la alcaldía a la popular Carmen Luisa Castro.
En la legislatura 2015-2019 gobierna el PP gracias a un pacto con CC.
En el año 2021, Gustavo Pérez Martín de Coalición Canaria se convierte en alcalde de Güímar.

### Organización territorial
Forma parte de la Comarca del Valle de Güímar, a excepción de su superficie incluida en el parque natural de la Corona Forestal, que forma parte de la Comarca del Macizo Central, y la superficie municipal ubicada fuera del Valle, que pertenece a la Comarca del Sureste.
El término municipal se encuentra dividido en dieciséis entidades singulares de población.
| Entidad singular   | Núcleo                                 |
| ------------------ | -------------------------------------- |
| Aguerche           |                                        |
| Balandra-Los Picos |                                        |
| Los Barrancos      |                                        |
| La Caleta          |                                        |
| Chimaje            |                                        |
| El Escobonal       |                                        |
| Güímar             | Chacaica Guaza Güímar La Hoya San Juan |
| Izaña              |                                        |
| Lomo de Mena       |                                        |
| La Medida          |                                        |
| Pájara             |                                        |
| La Puente          |                                        |
| Puertito de Güímar |                                        |
| Punta Prieta       |                                        |
| El Socorro         |                                        |
| El Tablado         |                                        |

## Patrimonio
El municipio ha podido conservar un destacado patrimonio histórico, artístico y cultural. Este patrimonio ha tenido que hacer frente, con más o menos éxito a poderosas amenazas provenientes del moderno proceso de desarrollo urbanístico que ha experimentado la ciudad con la aprobación de su Plan General de Ordenación Urbana. Su configuración como verdadera capital comarcal ha dejado indudables secuelas en cuanto a destrucción y deterioro de parte del patrimonio.[cita requerida]

### Patrimonio religioso
Chinguaro

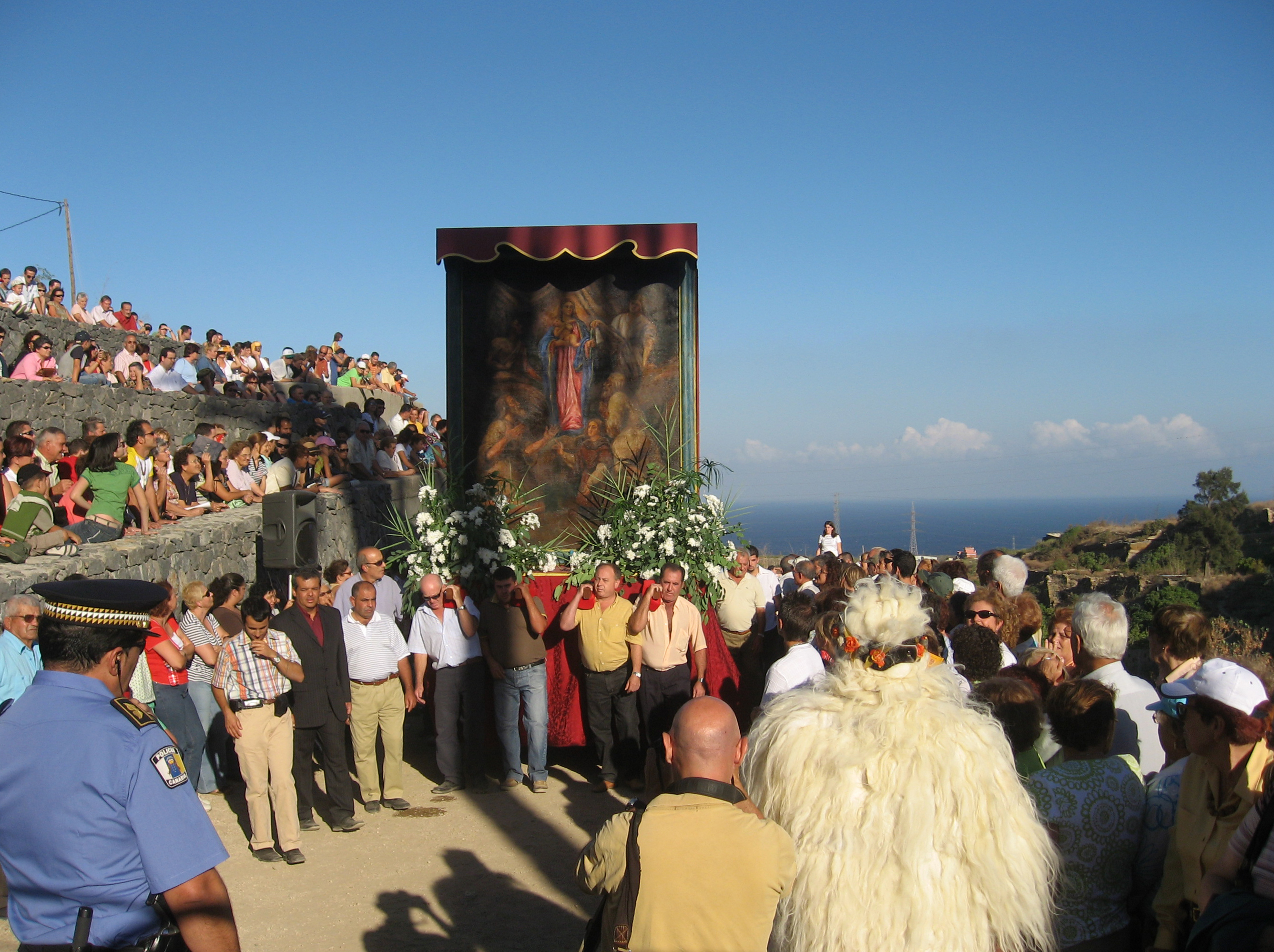
Virgen de Chinguaro regresando a su capilla

Con categoría de Sitio Histórico, esta cueva fue, según la leyenda, el lugar a donde llevaron los guanches la imagen de la Virgen de Candelaria. Se trata del primer templo mariano de la isla. Chinguaro fue un lugar de peregrinación desde la conquista de la isla. El lugar resultó afectado por la construcción de la Charca de las Cruces en las primeras décadas del siglo xx. A finales de la década de 1970 se derrumbó la ermita. En los años noventa se realizaron varias campañas de excavaciones arqueológicas del cabuco y las cuevas originales. El proyecto de rehabilitación, tras un concurso de ideas en 2001, concluyó su primera fase en 2007. El 20 de octubre de este año, el cuadro de la Virgen de Chinguaro, tras tres décadas custodiado en la iglesia matriz de San Pedro Apóstol regresó a la nueva ermita siendo ésta consagrada por el Obispo de la diócesis.
Ermita de San Juan
Enclavada en el barrio de San Juan o Güímar de Arriba, zona antigua del casco. Fue edificada en torno a 1530 por Juan Alberto Giraldin junto al ingenio azucarero del que era administrador. La ermita original fue destruida por un temporal, siendo reconstruida por la familia terrateniente de los Baulén en el último tercio del siglo xviii. En el siglo xx se añadieron la torre-campanario y el frontón con que se completó la obra. El interior del templo es pequeño, de una sola nave. Alberga un retablo en el presbiterio con varias representaciones barrocas del siglo xviii: una escultura de bulto redondo en madera policromada representando a San Juan Bautista niño, y otra de las mismas características representándole como adulto. Junto a ellas, en las calles laterales del retablo, se encuentran óleos del Cristo de la Laguna y la Virgen de los Remedios. Destacan asimismo el arco Toral, el púlpito de madera policromada con los cuatro evangelistas, el artesonado con restos de policromía y los murales con escenas de la vida de San Juan Bautista.[cita requerida]
Ermita de El Socorro
Se encuentra ubicada en el histórico caserío de El Socorro junto a la playa de Chimisay, donde según la tradición apareció la imagen de la Virgen de Candelaria a unos pastores guanches. Está catalogada como Bien de Interés Cultural, con categoría de monumento histórico. Arquitectónicamente destaca su fachada de cantería y su campanario. A finales del siglo xx fue restaurada, remodelándose su techumbre e interior. En su interior sobresale una pintura al óleo de Nuestra Señora de El Socorro, pintada por Javier Eloy Campos, natural de Güímar.[cita requerida]
Capilla de San Pedro Abajo (1787)

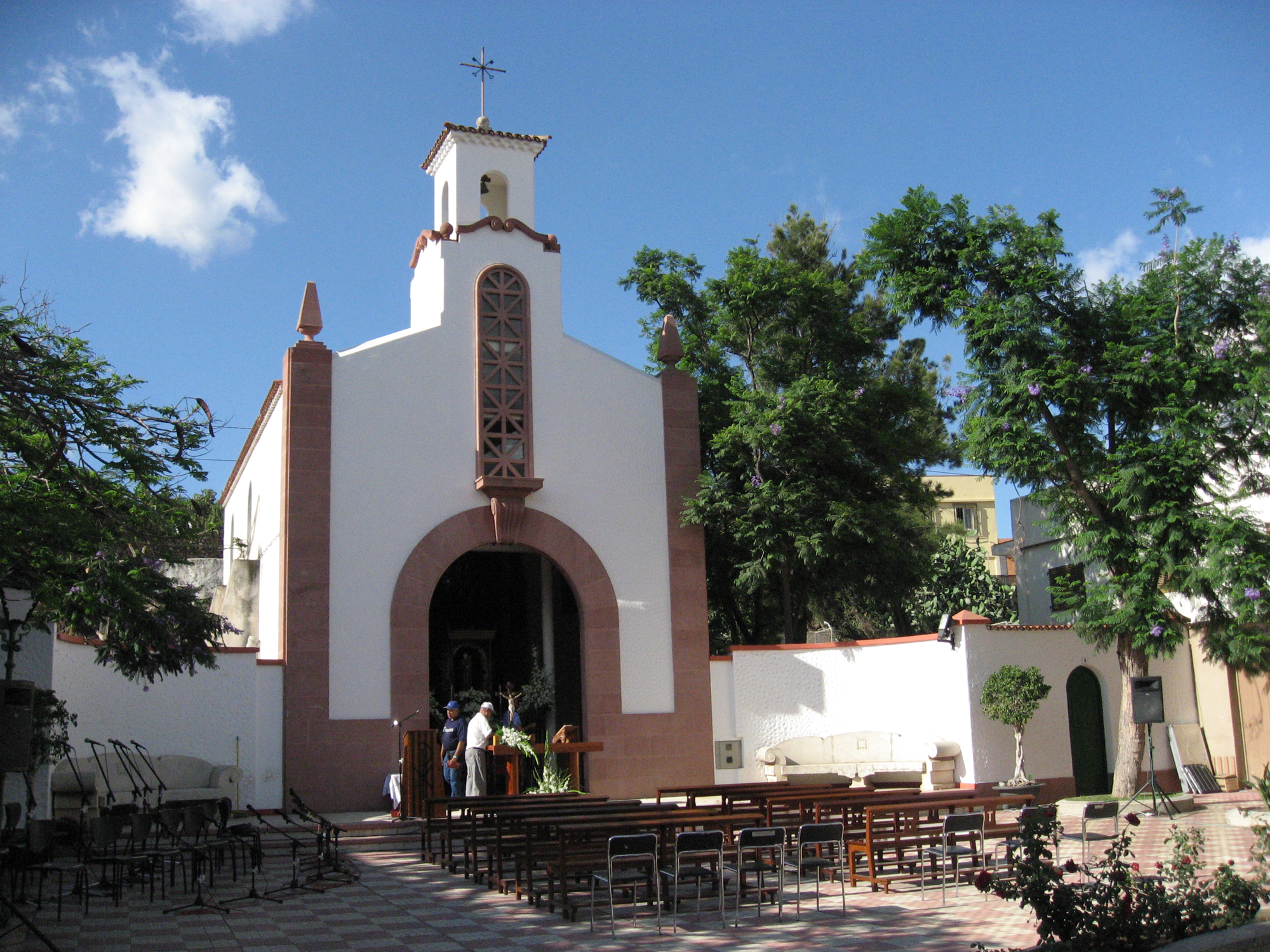
Capilla de San Pedro Abajo

De planta cuadrada, posee interesantes frescos en sus paredes, así como una imagen moderna de San Pedro. Declarada Bien de Interés Cultural con categoría de Monumento.[cita requerida]
Iglesia del Convento de Santo Domingo In Soriano
Construida en 1649, la parte del Convento es hoy sede de las Casas Consistoriales del municipio y la iglesia del ex-convento se conserva como iglesia parroquial de Santo Domingo de Guzmán. Incoado expediente para su declaración como Bien de Interés cultural como Monumento.
Iglesia parroquial de San Pedro Apóstol

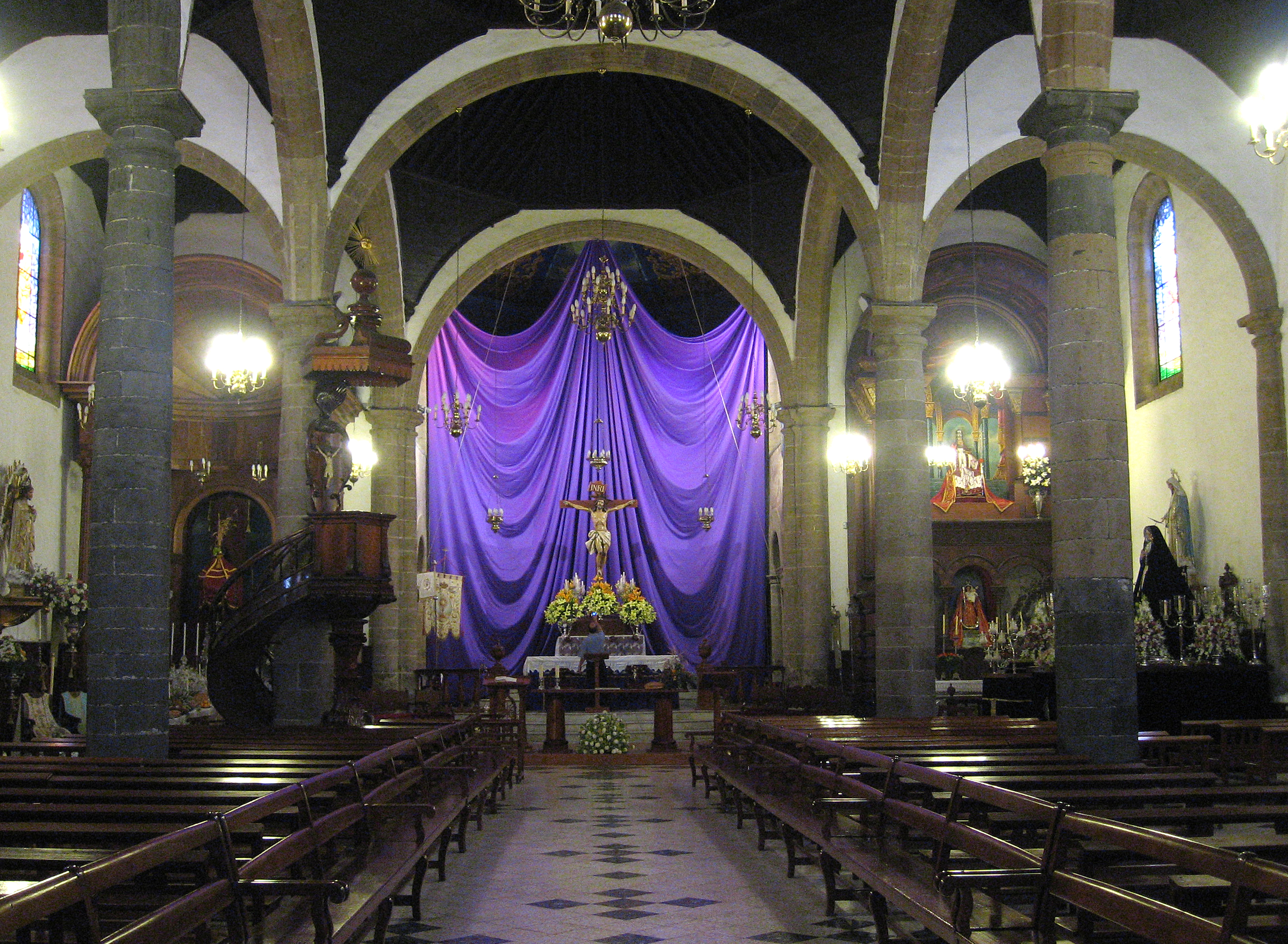
Iglesia de San Pedro Apóstol

Matriz y sede arciprestal, declarada Monumento. Su origen se encuentra en la ermita de El Tanque, construida en el año 1606 por el maestro cantero Pedro de Savalía. A esta sencilla edificación de planta rectangular se accedía a través de una portada delimitada por un arco de cantería de tosca. La concentración de la población en esa zona, que por su orografía era propicia para la agricultura, generó un núcleo de población estable, por lo que en 1630, el obispo de Canarias concedió licencia para que en dicha iglesia se pusiera el Santísimo Sacramento y pila de bautismo. En 1731 posee dos capillas, la del Rosario y la del Carmen, aumentando en número hasta tres, ya que en el inventario de 1765 se nombraba la de las Ánimas. El templo se enriqueció con varios retablos, un coro nuevo y un órgano. Debido al mal estado que presentaba, en 1794 empezaron las obras de mejora y ampliación, pasando a tener tres naves y elevándose en altura. Esta obra se prolongó hasta 1805, interviniendo varios artífices como el paradero Juan Agustín García, que talló la portada de cantería de la fachada dentro del estilo barroco, así como las columnas toscanas y arquerías de medio punto que separan las naves en el interior. La torre de la iglesia la realizó entre 1821 y 1828 Juan Nepomuceno Verdugo, siguiendo un estilo clasicista.
- Imagen San Pedro Apóstol: Se encuentra ubicada en el segundo cuerpo del retablo que ocupa la cabecera de la nave de la epístola. Posee los atributos típicos de su iconografía: la tiara papal y el báculo pues se encuentra en su cátedra. La obra está fechada en torno a la segunda mitad del siglo xviii, aunque se desconoce quién fue el autor.

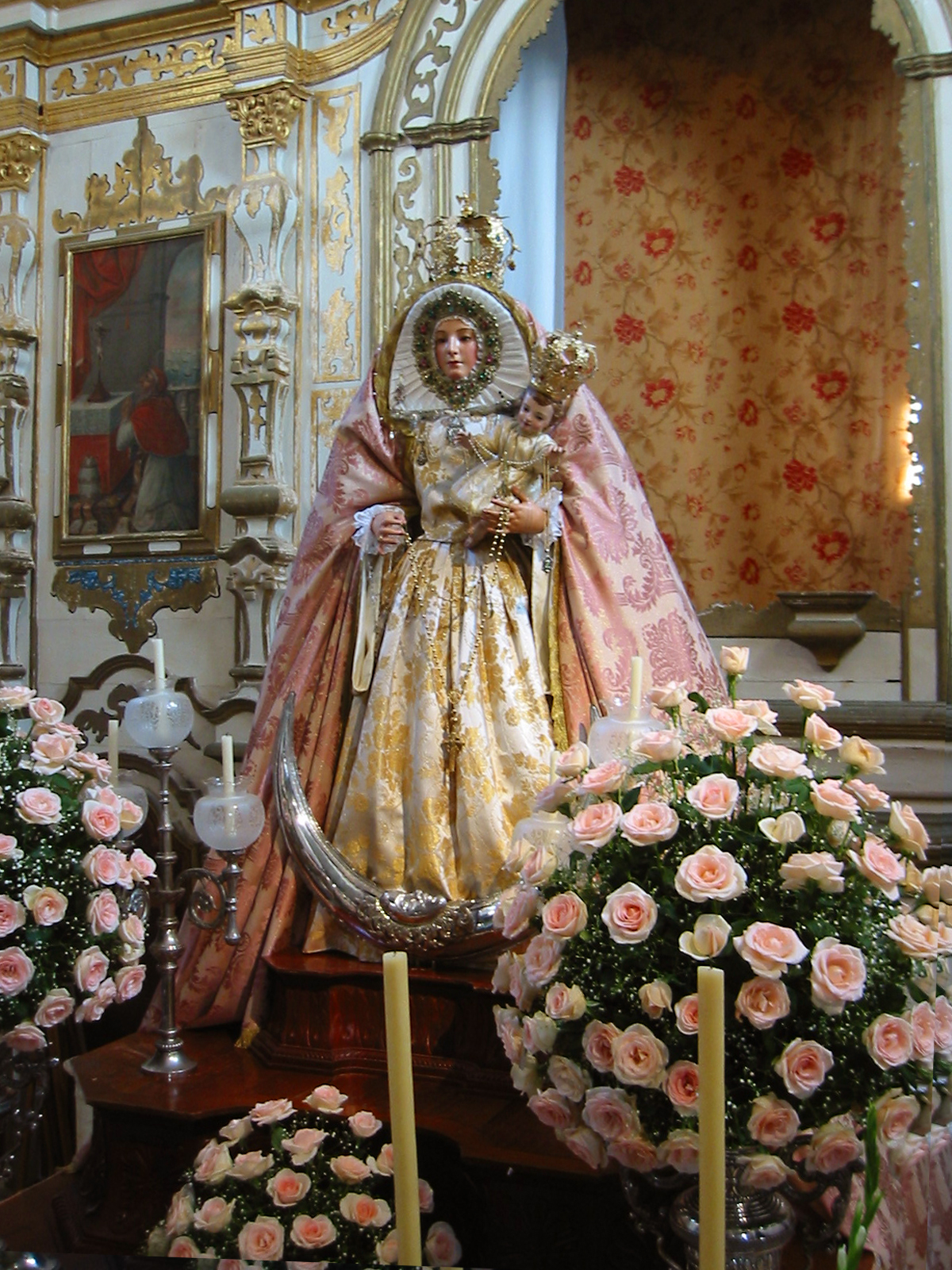
Virgen del Rosario

- Imagen de Nuestra Señora de El Socorro, Alcaldesa Perpetua y Honoraria de la ciudad de Güímar y Patrona de la Cementera: es una imagen de pequeño tamaño situada en el primer cuerpo del retablo que ocupa la cabecera de la nave de la Epístola. Iconográficamente representa a una Candelaria, pero con variaciones a la hora de sostener el niño y la candela. Destaca la decoración a base de letras y motivos florales en la falda, que se realzan sobre el fondo rojo.
- Tabernáculo: Obra de Lucas Navarro, situada en el Presbiterio de la iglesia. Está tallado en madera y su decoración imita jaspes y mármoles de distintos colores. El Tabernáculo representa un templete clásico con columnas de capiteles corintios. La cornisa sostiene una pequeña bóveda. El frontal de plata repujada fue donado por el beneficiado de la Iglesia Agustín Díaz Núñez en 1858.
- Púlpito: Diseñado por Domingo Estévez, el Maestro Flores y acabado por el carpintero Lucas Navarro en 1846. La base está decorada con motivos vegetales que dan paso a la copa, formada por cuatro caras rectangulares. En el tornavoz se expone un crucifijo. El conjunto está cubierto por un capacete, rematado por una bola coronada por un sol dorado. La escalera rodea la columna que lo sostiene.
- Pinturas del presbiterio: Fueron realizadas por el pintor gaditano López Ruiz a principios del siglo xx. Los frescos, que cubre los laterales y el fondo de este espacio se superponen a otras pinturas hechas por Gumersindo Robayna a finales del siglo xix.[cita requerida]

Capilla de San Pedro Arriba

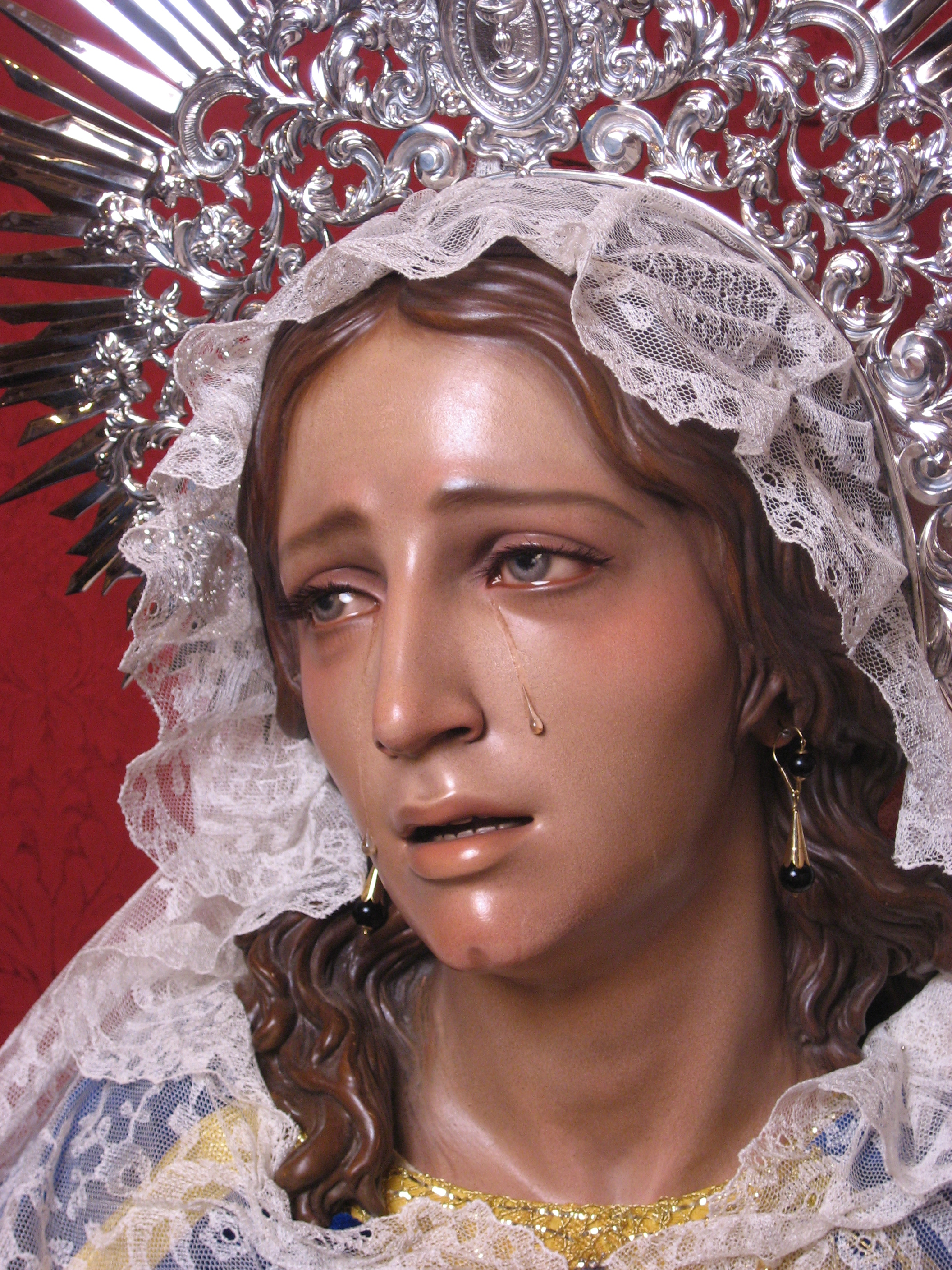
Virgen de las Aguas

Construida en el año 1794. De planta cuadrada tiene las paredes cubiertas de frescos que hacen alusión a las virtudes teologales. Guarda en su interior las imágenes de la Virgen de las Aguas, talla realizada por el escultor Francisco Romero Zafra, El Cristo atado a la columna y una pequeña de san Pedro Apóstol, de Ezequiel de León Domínguez. Declarada Bien de interés Cultural con categoría de Monumento.[cita requerida]
Monasterio de Nuestra Señora de El Socorro
Surge tras la idea de los hermanos sacerdotes, nacidos en la localidad, de dejar en el municipio una comunidad de monjes contemplativos dedicado a la Virgen de El Socorro. Abre sus puertas en octubre de 2001, siendo el primer monasterio masculino que se encuentra presente en la diócesis de Tenerife. Destacan sus jardines, fuentes, la capilla y la réplica de la imagen de la Virgen del Socorro.
Camino de El Socorro

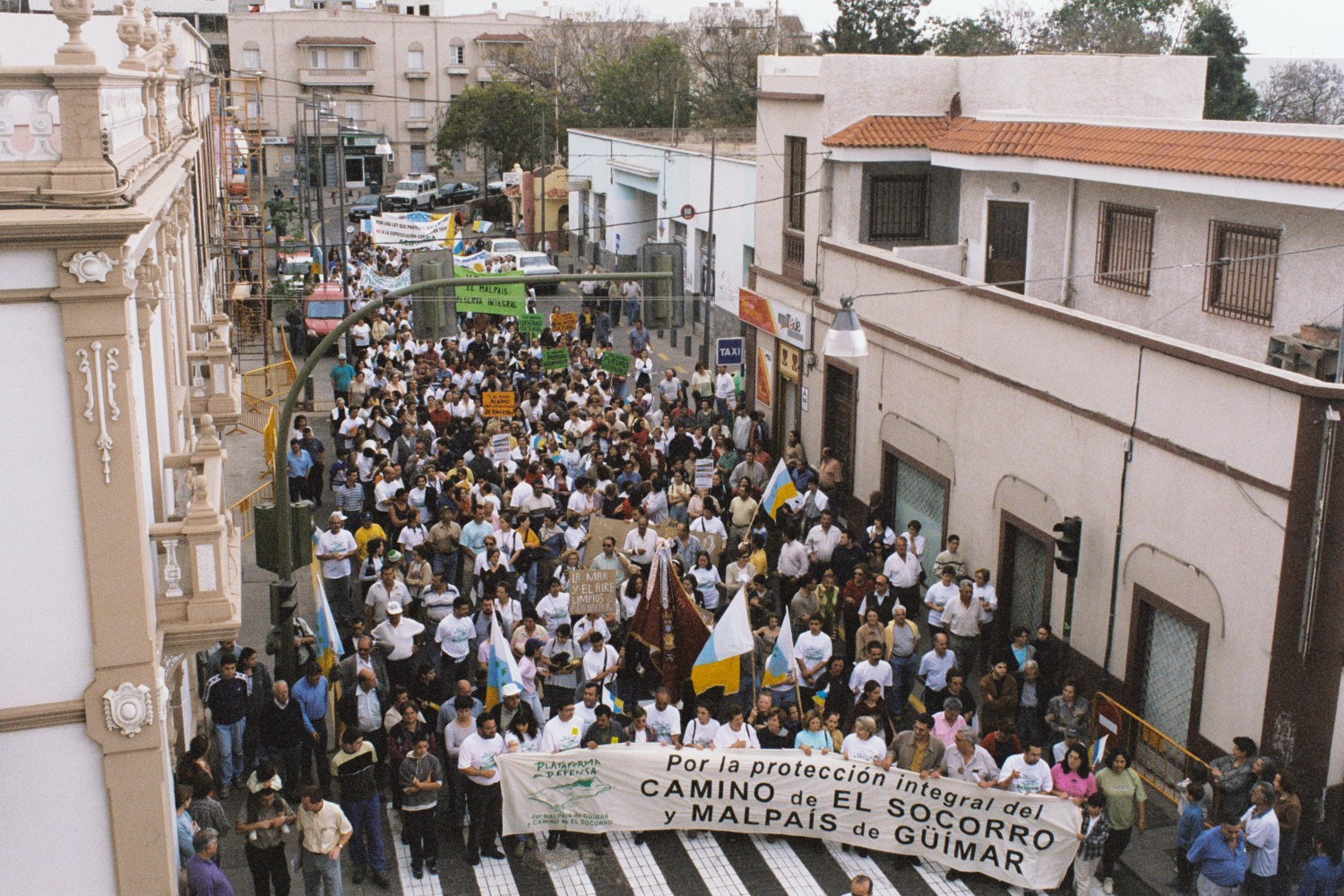
Manifestación en defensa del Camino de El Socorro en 2001

Se trata de una histórica ruta de peregrinación que se sitúa sobre antiguas vías de trashumancia guanche y que estuvo a punto de desaparecer por el avance del polígono industrial que se sitúa a su borde. Pero gracias al afán del pueblo y a sus diversas manifestaciones y recogidas de firmas se ha protegido como un BIC con categoría de sitio histórico.
Ermita de San Vicente
Levantada en la zona de Cano, construida entre 1745 y 1754, siendo bendecida y abierta al culto por el beneficiado don Cristóbal Alonso Núñez. En torno a la ermita se consolidó el pueblo.[cita requerida]
Parroquia del barrio de Fátima
Ante el crecimiento experimentado por el barrio de Fátima, surgió la necesidad de levantar un templo parroquial que atendiera las necesidades espirituales del barrio. El párroco don Miguel Hernández Jorge adquirió una imagen de Ntra. Sra. del Rosario de Fátima procedente de los talleres Santa Rufina de Madrid, sufragada por el presbítero don Vicente Jorge Dorta, quien sería párroco de la futura parroquia durante 22 años. La imagen se conservó durante muchos años en la sacristía de la parroquia de San Pedro Apóstol, desde la cual se llevaba en procesión a El Volcán del barrio de Fátima. El 13 de mayo de 1954 se colocó la primera piedra de la ermita, llevando en procesión la imagen. Debajo de esta primera piedra se colocó una botella con tres estampas: la de Ntra. Sra. de Fátima, la de San José Artesano, por la barriada de su nombre y por el alcalde de la época, José Mesa Pérez y la de San Miguel Arcángel, por el párroco don Miguel Hernández Jorge que tanto empeño puso para que esta obra se hiciese realidad. Las obras finalizaron en 1967, siendo nombrada parroquia en 1964, como consta en el primer libro de bautismos de su archivo, siendo su primer párroco Prudencio Redondo Camarero, que lo era además de San Pedro.[cita requerida]
- Imagen de Nuestra Señora del Rosario de Fátima: cuya corona de fiesta resultó de un delicado trabajo de fundición de «fuertes» de plata, (moneda de cinco bolívares venezolanos). Elaborado en el taller-joyería Mario de esta localidad en mayo de 1981, y donada por los esposos Antonio Alonso Gutiérrez y Pascuala Alonso García. El estofado en pan de oro que luce la imagen en su manto fue realizado por el imaginero Ezequiel de León Domínguez. Fue restaurada siendo cura-párroco Roque Rodríguez de la Guardia.
- Crucificado que procede el Altar Mayor.
- Imagen del Cristo de las Caídas y el Cirineo, paso que se incorporó en 1996 a la Semana Santa de Güímar, siendo cura-párroco don Antonio Jesús León Cáceres. Fue realizada por el escultor güimarero don Javier Eloy Campos. Javier Eloy Campos también hizo la imagen de la Inmaculada de pequeñas proporciones que se venera en la capilla de San Nicolás de Bari, también perteneciente a esta jurisdicción.

Iglesia parroquial de Santo Domingo de Guzmán
- Imagen de Nuestra Señora del Rosario. Ubicada en la hornacina central del retablo mayor. La imagen, tras el incendio fue restaurada en el año 1775 por José Rodríguez de la Oliva, cuya firma aparece en el pecho. Es una talla de madera que porta el rosario como atributo.
- La de San Antonio Abad. Situada en una hornacina central en el cuerpo de la nave de la iglesia. Es una imagen de tamaño medio, de talla completa en madera policromada y estofada, atribuida a Rodríguez de la Oliva.
- Imagen del Nazareno. Imagen de vestir ocupa la hornacina central del retablo situado en la capilla del Evangelio. De estilo barroco, ha sido datada por algunos historiadores de finales del siglo xvii.
- Imagen de Nuestra Señora de la Amargura. Imagen devocional de Semana Santa que se encuentra a la derecha de Santo Domingo de Guzmán, restaurada en 2007 por Elisa Campos.
- Óleo de Santo Domingo. Ubicado en el centro del ático del retablo de la capilla mayor. En él se narra la aparición milagrosa de la Virgen a un fraile dominico del convento italiano de Soriano.
- Retablos. Cada retablo se divide en tres cuerpos y en tres calles, separadas por columnas en forma de estípete, que ejercen una función ornamental, dándole volumen al conjunto. Realizados en madera, presentan una policromía muy sencilla a base de motivos dorados sobre fondo blanco, aunque el que está situado en la capilla mayor cuenta con una mayor riqueza ornamental.

### Patrimonio civil
En 1649 se construyó el convento dominico, actual Ayuntamiento, comunicado con la iglesia de San Pedro a través de la calle de Santo Domingo, delimitada por viviendas tradicionales y formando un conjunto de singular belleza dentro del entramado urbano, que se verá además enriquecido con la calle de San Pedro Arriba, que comunica la parte central con la zona de Chacaica. El trazado sinuoso con callejones y recovecos, contrasta con la calle de San Pedro Abajo, recta y uniforme, ennoblecida con fachadas que denotan el estatus social de sus habitantes. Todo ello ha hecho que el casco antiguo haya sido declarado Bien de Interés Cultural con categoría de Conjunto Histórico-artístico.
- Viviendas de la calle San Pedro Arriba: Estas viviendas de dos pisos forman un conjunto arquitectónico de gran importancia, ya que siguen los modelos del clasicismo romántico. Este nuevo lenguaje se aprecia en la simetría de los vanos que se alargan y estrechan y en la sustitución de los tejados por azoteas planas.
- Casona de Santo Domingo: convertida en hotel rural, presenta todas las características de la arquitectura popular canaria y muestra un buen estado de conservación.[27]
- Casa de la Familia Marrero Díaz, situada en la avenida Pérez Cáceres. Fue proyectada por el arquitecto tinerfeño Domingo Pisaca Burgada en 1926, siguiendo el eclecticismo.
- Casa Familiar de San Pedro Abajo. Se enmarca dentro de los parámetros eclecticistas. Uno de los elementos que llama la atención es el impacto visual que provoca gracias a sus grandes volúmenes que se adaptan al entramado urbano.
- Fonda Medina: Este inmueble sirvió desde finales del siglo xix como lugar de parada, albergue y casa de comidas a comerciantes, agricultores y profesionales varios, que como viajeros o transeúntes se acercaban a la comarca. Podemos encuadrar el edificio dentro del estilo neoclásico, destacando en su fachada la simetría de sus huecos, y en su planta baja un gran patio central de arquitectura doméstica canaria. Está situado en la avenida Pérez Cáceres, junto a la antigua estación de guaguas, y fue adquirido por el Cabildo de Tenerife y cedido al Ayuntamiento de Güímar.
- Plaza de San Pedro Apóstol. Este punto neurálgico de la ciudad ha sufrido varias transformaciones a lo largo del tiempo. En el siglo xx experimentó notables mejoras que pasaron por la colocación de adoquinado, alumbrado, etc.
- Casa del Paseo. Con categoría de Sitio Histórico.
- Plaza del Ayuntamiento: Se abre ante un recinto religioso. Se realizó en 1739, con sus almenas y muro sobre un cercado. El recinto está delimitado por una serie de edificaciones como el ex-convento de Santo Domingo In Soriano, la Casa Comarcal del Agricultor, y diversas viviendas de la burguesía terrateniente.
- Edificio del Ayuntamiento. Los vecinos de Güímar solicitaron en el año 1649 la fundación de un convento de dominicos por hallarse bajo la amenaza de los moros que arribaban a las costas y playas del Valle. El edificio servía para albergar la imagen de la Virgen y protegerla de esta manera de los posibles ataques piratas. Este convento, que estuvo bajo la advocación de Santo Domingo in Soriano, fue en principio una vicaría que albergaba un vicario y un lego; la iglesia constaba de una nave y el convento no era de clausura. El convento abandonó sus funciones en 1835 en virtud la Desamortización de Mendizábal, pasando desde entonces a cumplir fines civiles. En la década de 1950 se reformó el contorno del patio central eliminándose las columnas y el claustro de madera, y en la actualidad, a pesar de las diversas reformas y los distintos usos para los que ha sido designado, conserva su patio interior con una pequeña fuente que todos los días se pone en marcha, con cierto aire colonial y la característica estructura del claustro en forma porticada.
- Casa del Buen Retiro: Ubicada en el inicio de la subida a Chacaica, perteneció a la destacada familia Delgado-Trinidad y se caracteriza por su arquitectura y carpintería tradicional. Junto a ella se levantó una capilla dedicada a Nuestra Señora de Belén en 1765.
- Casa del Paseo: ubicada muy próxima a la ermita de San Juan, es la heredera de la originaria casa de los Baulén. Levantada a comienzos del siglo XVI en lo que fue el originario núcleo del pueblo de Güímar de Arriba fue posteriormente reformada en el siglo XVIII y por último en los años 70 del siglo XX.
- Casa de la Raya: ubicada en el barrio de la Hoya fue construida en el siglo XVI, probablemente por el dueño del ingenio azucarero Francisco de Vargas, pasando siglos después a la propiedad de los Baulén.
- Mirador de Don Martín y hotel Valle de Güímar: en 1954 se construyó por el Cabildo Insular el Mirador de la Ladera, por iniciativa de don Martín Rodríguez y Díaz-Llanos, quien le daría su nombre. En diciembre de 1967 se inauguró el Hotel Valle de Güímar, que cerraría en la década siguiente.
- Casa de Modesto en Pájara: uno de los edificios más recientes del municipio. Construido junto a la carretera general a su paso por el caserío de Pájara, recuerda a un palacio de cuentos de hadas, con su tejado con buhardillas y sus dos torres con veleta, una cilíndrica y otra cuadrada almenada.
- Casa de los Mena: Enclavada en el camino del Arrastradero de arriba, del barrio de Lomo de Mena, fue construida a comienzos del siglo XVII y ampliada posteriormente.
- Acueducto de Lomo de Mena: En los años treinta se construyó una atarjea que transportase las aguas afloradas en las galerías del Valle de Güímar hasta el Escobonal, permitiendo la puesta en regadío de importantes superficies de terreno agrícola; el tramo más importante es el que pasa por Lomo de Mena.
- Caseta del caminero de Lomo de Mena: Hacia 1880 llegó a Lomo de Mena la carretera general del Sur, que uniría los pueblos de esta banda del sur con la capital de la isla. Junto a ella se edifica la casa que tiene una pared artificial de piedra basáltica.
- La Fonda de El Escobonal: a comienzo de los años 20 se construyó e inauguró la Fonda, propiedad de don Alberto Delgado, en el centro geográfico y social del pueblo. Es el máximo exponente local del estilo modernista.
- Casa del Cura: descendiendo por la carretera que une a El Escobonal con el Tablado nos encontramos con la Casa del Cura que fue construida en el siglo XVII. Fundada por la familia Castro, debe su nombre al presbítero don Juan Castro y Baute, nacido y muerto en ella. Es el caserón de teja de mayor dimensión y belleza de Agache.
- Casa de Cano: puede datar del siglo XVII. Fundada por el Alférez don Juan Delgado de Adeje.
- Cine del Escobonal: único local recreativo de la zona durante muchas décadas, fue construido por don Arsenio Pérez, como ampliación del antiguo casino.

El Campo de la Ceremonia o Llano de la Virgen

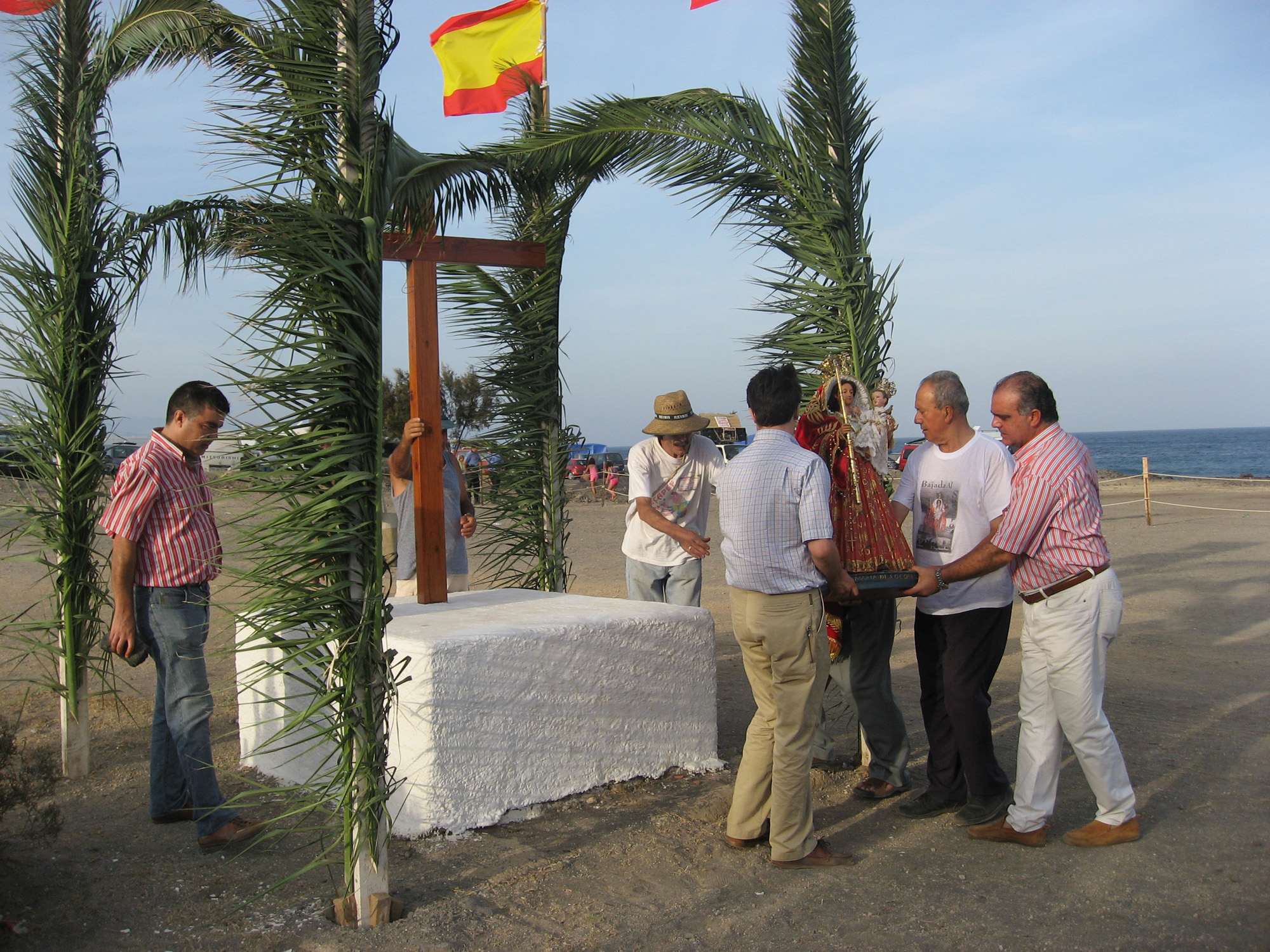
Momento en que se coloca la Virgen del Socorro para la Ceremonia

Es una superficie más o menos llana que se halla en la playa inmediata al Charco del Socorro o, como se denominaba en lengua aborigen, Chimisay. La importancia de este lugar estriba en que fue aquí donde apareció la que es hoy Patrona de Canarias a los pastores guanches. Pero también es importante por un acontecimiento vivo que se repite cada año, La Ceremonia, representación del hallazgo de la Virgen por los guanches y de los primeros milagros obrados por ella. Se destacan varios elementos de gran significación:
- La Cruz de Tea: un sencillo humilladero coronado por una cruz de Tea que marca el lugar donde apareció la imagen. Es en este pedestal donde se coloca la imagen de la Virgen de El Socorro.
- Pozo Salobre: un gran brocal de forma elíptica rodea un antiguo pozo de cierta profundidad, al que se accede por medio de una escalera de piedra.
- Cuesta del Socorro: se trata de una ligera pendiente que salva el pequeño acantilado que separa el Llano de la meseta superior, donde se asienta gran parte del caserío. El peso de la imagen obliga a cargarla entre todos, de ahí el nombre castellano del lugar.
- Cuevas: limitando la superficie del campo aún se conservan algunas cuevas que sirven de ejemplo y testimonio del primer hábitat usado en el Socorro.[28]

### Patrimonio
- Al obispo güimarero Domingo Pérez Cáceres. Está ubicado en un lateral de la plaza de San Pedro.
- A Domingo Chico González. Ubicado en la zona de Tasagaya, frente al Instituto de Enseñanza Secundaria Mencey Acaymo.
- Al radioaficionado: Se trata del primero levantado a este importante colectivo en todo el mundo [cita requerida]. Ubicado en la plaza de las Indias, en el Puertito de Güímar.
- A la Aparición de la Virgen del Socorro en el Llano de El Socorro.
- A Thor Heyerdahl con una calle que lleva su nombre en el barrio de Chacona.

### Arbolado

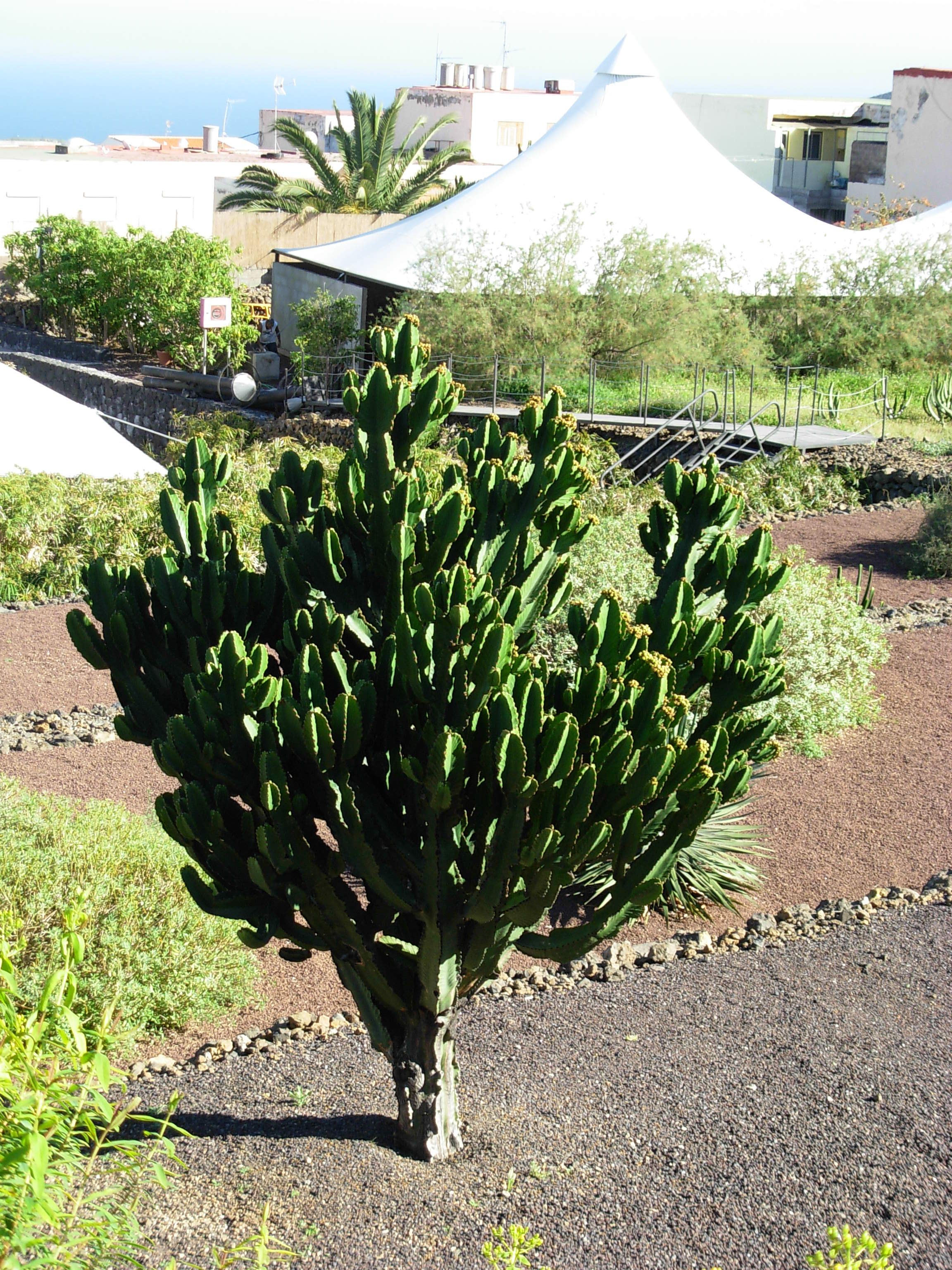
Cactus, Güímar

El municipio adornó antaño sus calles con eucaliptus, pinos de París, ailantos, especieros, tarajales y otros. Algunos han sobrevivido y se encuentran en la Recta Cataño y en la entrada al municipio por el norte.
En el 2001 y coincidiendo con la instalación de la red de saneamiento, se han plantado 250 ejemplares con la finalidad de mejorar el medio ambiente urbano y la estética de la ciudad. Las especies elegidas son de rápido crecimiento, cultivo fácil y raíces poco agresivas con el pavimento. Cada calle cuenta con una especie diferente para darle más personalidad.
- San Pedro Abajo: tiene 40 jacarandas, originario del Brasil y Uruguay, con floración lila como la plaza del barrio.
- San Pedro Arriba: tiene 16 naranjos amargos de pequeño tamaño debido a la poca altura de sus viviendas.
- Amigos del Arte: tiene tres mimosas de rápido crecimiento que dará sombra a esta zona calurosa.
- La Amistad: se ha plantado el mayor de todos los árboles, la tipuana.
- El Peral: Tiene eritrinas de floración rojo intenso.
- Luis Braille: posee cassias con floración amarilla.
- En la Teowaldo Power y en la parte céntrica de la calle Canarias se plantaron palmeras.
- En la Arístides Hernández Mora y en Beltrán de Lis se plantaron falsos pimenteros o especieros, originario del Perú.
- La parte baja de la calle Canarias se plantó de paraísos.
- En la calle de La Laguna se plantaron falsas acacias o robinias.

### Otros bienes de interés cultural
- Antigua Central Hidroeléctrica, "La Hidro". Con categoría de Sitio Histórico.
- Llano de la aparición de la Virgen de Candelaria. Declarado Sitio Histórico.
- Molino de la Menora. Declarado Sitio Etnológico.
- Molinos y Lavaderos de Chacaica. Declarado Sitio Etnológico.
- Camino de El Socorro. Con categoría de Sitio Histórico.
- Canal de Tea del barranco del Agua. Incoado en 2002 con categoría de Sitio Etnológico.[29]

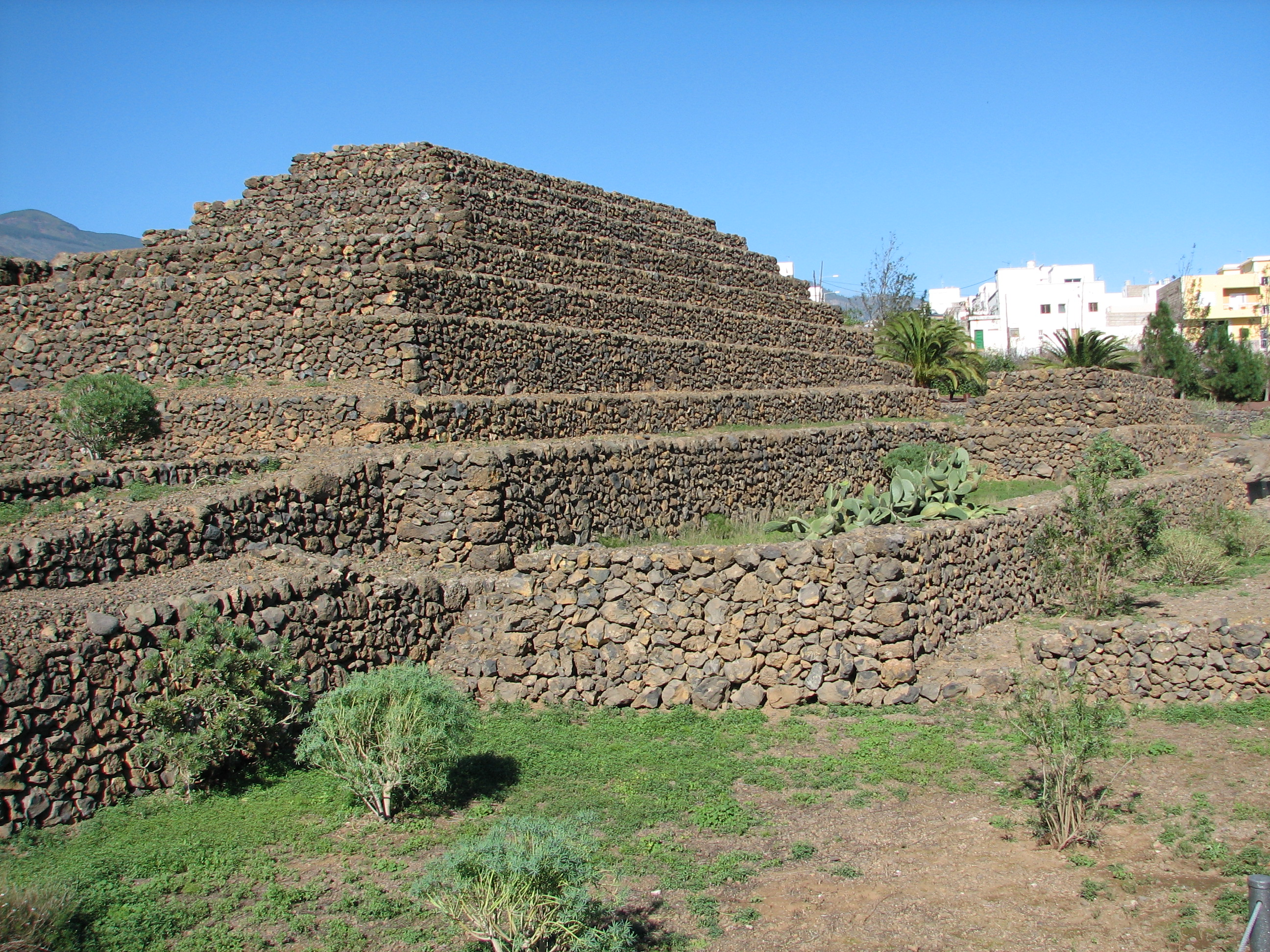
Una de las pirámides

- Las pirámides de Güímar construidas en el siglo XIX, época de la explotación económica en Canarias de la cochinilla, un insecto parásito de la tunera o higo chumbo del que se extrae un tinte muy apreciado en aquella época. Las piedras extraídas en la limpieza de las fincas dedicadas a este negocio se almacenaban formando estructuras piramidales. Existen tanto un acta notarial de compra de la finca, fechada en 1854, en que la presencia de las pirámides no se menciona, como un documento de partición, fechado en 1881, en el que estas estructuras son mencionadas por primera vez. La fecha de construcción queda, por tanto, acotada en este intervalo de 1854 a 1881.[30] Las orientaciones solsticiales de las pirámides hicieron pensar a algunos que eran antiguos templos, sugiriendo un origen guanche. No hay, no obstante, ninguna indicación de ello y, en todo caso, de la orientación solsticial, por sí sola, no es posible concluir nada relativo a la fecha de construcción. Por otro lado, no se han hallado pruebas que demuestren que hayan sido construidas por los guanches.

## Cultura

### Instalaciones culturales
- Tagoror cultural de Agache: En el Escobonal, se encuentra el museo más antiguo de la comarca, inaugurado en 1977. En él se expone una muestra de la arqueología de la zona, completada por una rica colección de material etnográfico representativa de su artesanía, usos y costumbres populares.
- Museo Escolar de El Quijote en el mundo. Se encuentra ubicado en el Instituto de enseñanza Secundaria Mencey Acaymo de la ciudad de Güímar. Gracias a uno de sus profesores, Guillermo Millet, que se interesó por el tema de recopilar en embajadas y entidades diversas ediciones del Quijote, se logró recopilar 160 ejemplares, escritos en 53 idiomas. El profesor José Felipe García Silva, retoma la idea en el año 2003 junto a un equipo de 13 profesores y en el 2005 logran ampliar la colección y que se construya un museo para albergar la colección que en esos momentos era de 260 ejemplares, escritos en 65 idiomas. Abrió sus puertas el 18 de abril de 2005. Actualmente cuenta con 520 ediciones, escritas en 97 idiomas, dialectos o formas de escrituras diferentes.

### Fiestas
Fiestas patronales en honor de San Pedro Apóstol
Se desarrollan durante todo el mes de junio que se recibe con repiques de campanas durante varias semanas y con un amplio programa de actos populares y religiosos.
Entre los actos destacan la subida al mirador de D. Martín, el torneo cuadrangular de lucha canaria (el más antiguo de la isla), el concurso comarcal de vinos, la pasarela Güímar se viste de moda, el concurso de cantautores y cortos relatos, fiesta del Arte, el mercadillo del saldo, la milla urbana Ciudad de Güímar, la feria de automóviles clásicos y antiguos, folclore y el raid Ciudad de Güímar. El día principal es el 29 de junio.
En los primeros días de julio se realiza una serie de actuaciones y la entrega de llaves de la comisión de fiestas de San Pedro Arriba a la de Abajo (o viceversa), ya que existe un pique que ilustran en esa entrega donde se presentan de forma humorística los diferentes fallos ocurridos durante la fiesta que los años impares realiza San Pedro Abajo y los Pares San Pedro Arriba.
Bajada de Ntra. Sra. de El Socorro (Romería del Socorro)

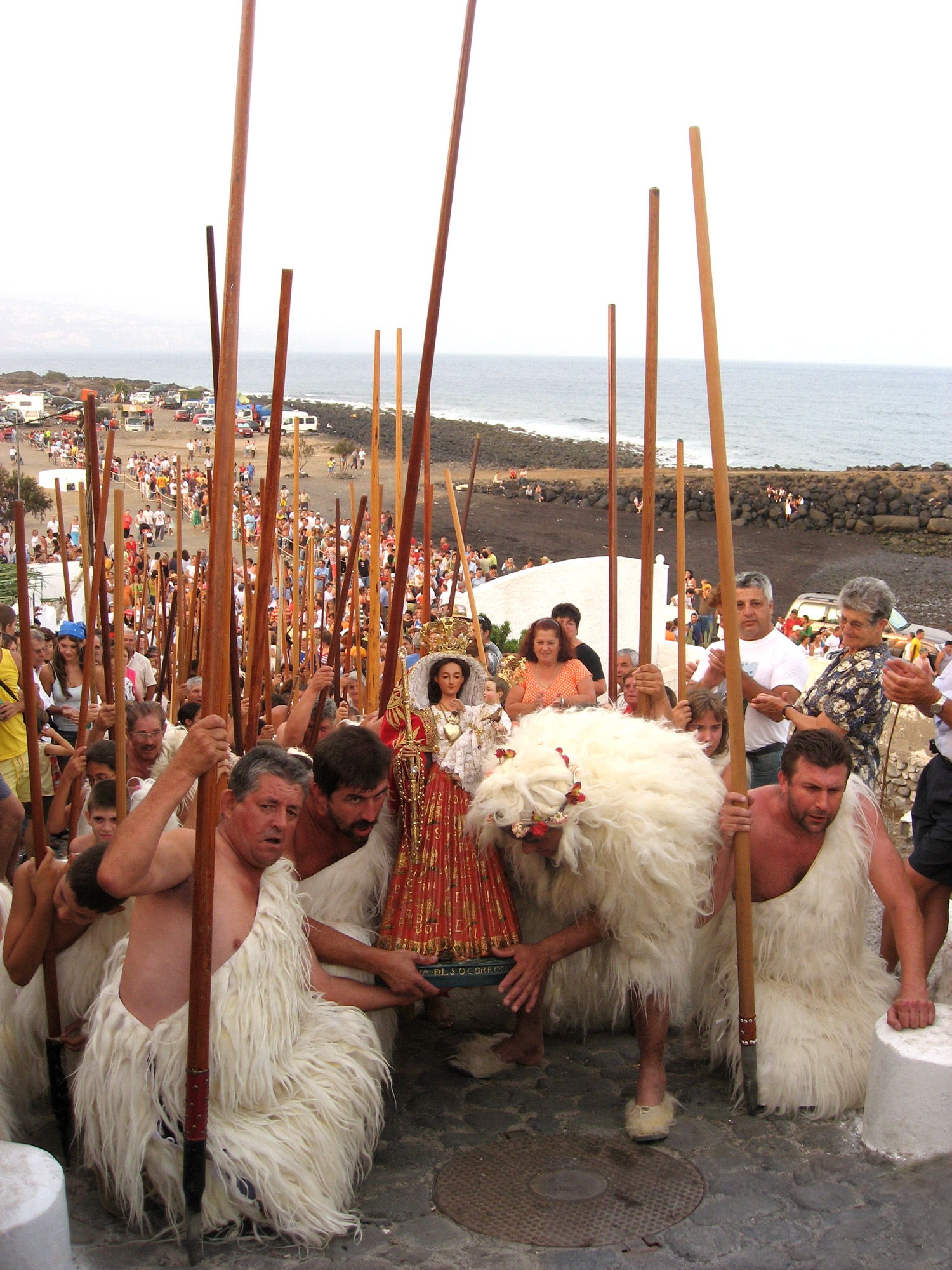
Escenificación del hallazgo de la Virgen de El Socorro

Se celebran anualmente a principios del mes de septiembre. El 7 a las 6 de la mañana sale la imagen de la virgen que es recibida por el pueblo con aplausos, la danza de las cintas y los acordes del pasodoble y empieza una procesión festiva hasta el Calvario. Allí se deja la comitiva procesional y empieza una bajada más alegre, parecida a una romería hasta llegar al Socorro, donde será recibida con aplausos y el pasodoble. Por la tarde se realiza la escenificación del hallazgo de la imagen en el llano de la virgen situado en la playa del Socorro.
El día 8 es el principal. Por la mañana se celebra la Eucaristía y en torno al mediodía se realiza la procesión que a la entrada el pueblo canta el pasodoble, el himno de la virgen y al acorde del tajaraste con que se venera a la imagen de la virgen. Por la tarde en torno a las cinco y después de la Eucaristía retorna hasta el casco de Güímar hasta llegar al templo parroquial de san Pedro Apóstol. A los ocho días se celebra la octava de las fiestas con una cena de hermandad en la plaza y festival de folclore. Es considerada la romería más antigua de todo el Archipiélago Canario.
Romería de San Antonio
Recuperada recientemente, en pocos años se ha convertido en un gran referente en la localidad, destacando el paseo romero y la exposición de ganado que se realiza, además del mercadillo del agricultor.
Fiesta del gofio
Dada la importancia que ha tenido este alimento, básico en las familias del municipio (como se refleja en el paisaje de Chacaica con varios molinos de gofio), y con motivo de festejar el Día de Canarias, surge por parte de la concejalía de cultura y patrimonio el homenajear anualmente a la comunidad celebrando esta fiesta, de gran interés en la comarca donde se realizan exposiciones, se prepara el gofio, se hace un mercadillo y se realizan diversas actuaciones musicales. Siempre se celebra el 29 de mayo.
Fiestas en honor a Ntra. Sra. del Rosario de Fátima
Durante el mes de mayo se encuentra ya el barrio en fiestas con repiques de campanas y actuaciones que se hacen coincidir con el fin de semana, dado que es un barrio obrero.
Carnaval
El acto más destacado del carnaval de Güímar son las llamadas Las Burras de Güímar, que rememoran una antigua leyenda local según la cual durante las celebraciones del carnaval, las brujas se convertían en burras o asnos con el fin de pasar desapercibidas y poder realizar hechizos contra la población con mayor facilidad y eficacia.

### Costumbres

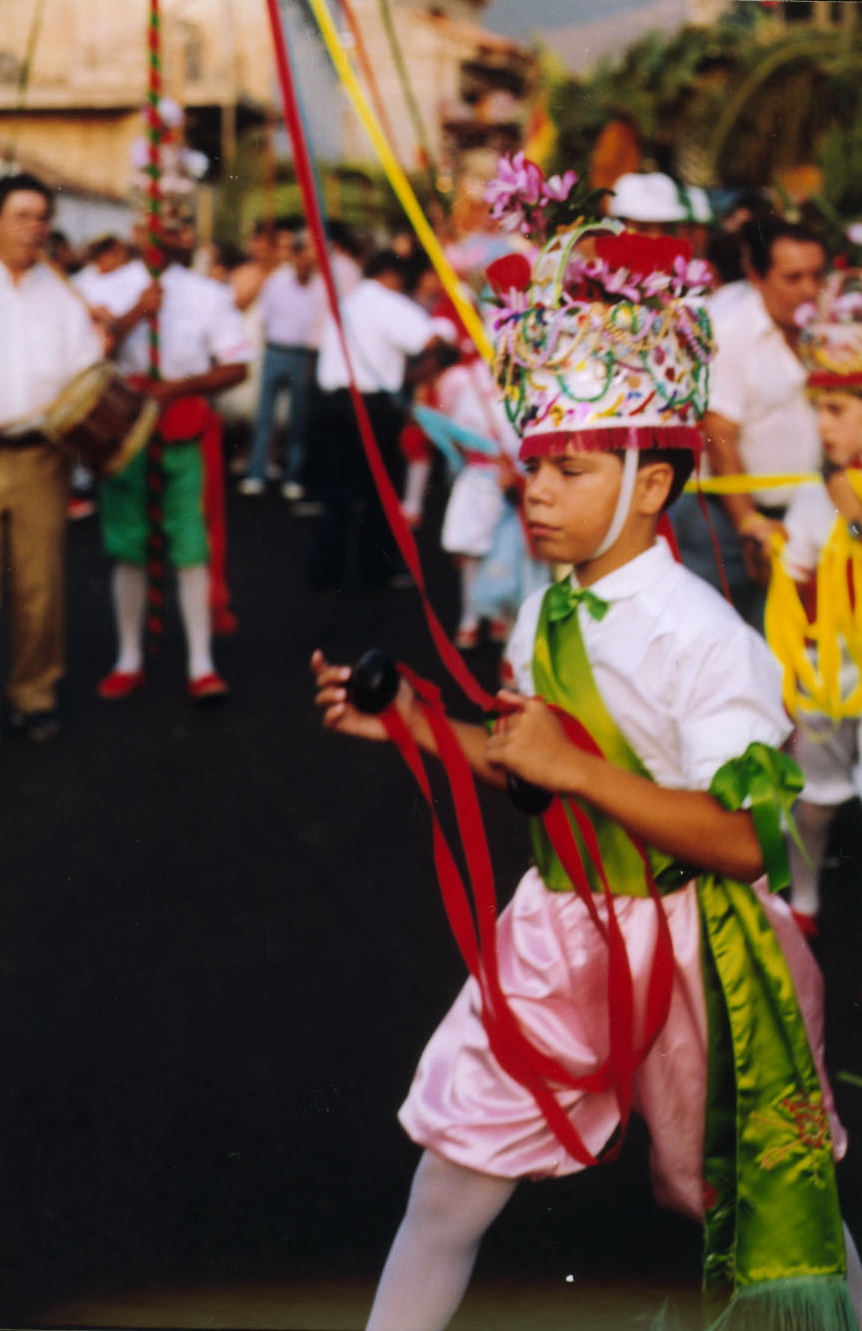
Danza de las Cintas

Las manifestaciones folclóricas se encuentran ampliamente representadas en todo el municipio a través de un gran número de agrupaciones, como la Danza de las Cintas o la Escuela municipal de Folclore. En el municipio de Güímar tienen su origen el tajaraste, la berlina y el pasacatre.
Una de las manifestaciones folclóricas características es la Danza de las Cintas que en el municipio existen cinco. Dos en el Casco (San Pedro Arriba y San Pedro Abajo), dos en El Escobonal y una en el Tablado (Comarca de Agache).
Estas manifestaciones se pueden contemplar en las fiestas patronales como es el caso de San Pedro Apóstol, patrón del municipio, en el mes de junio y en la Bajada de la Virgen de El Socorro en septiembre, las fiestas de San José, en los meses de marzo y agosto en El Escobonal y en las de San Carlos en el mes de septiembre, en el núcleo costero de El Tablado.
El municipio contaba con Banda de Música desde 1854, la cual, tras sucesivos avatares y pasar una etapa dorada a comienzos del siglo XX con su director Miguel Castillo, que destacó como compositor del pasodoble "Al Socorro" entre otras obras, ha pasado a denominarse en la actualidad Asociación musical del Patronato Amigos del Arte de Güímar. En la fiesta de Arte que se realiza con motivo de las fiestas en honor a san Pedro Apóstol, se hace entrega del premio Miguel Castillo.
También se cuenta con el Coro Amigos del Arte de gran trayectoria en el municipio y que se unen a la banda del municipio en los grandes acontecimientos.
En el año 1995 abrió sus puertas en el municipio la escuela de música, que propone una enseñanza no reglada para todas las edades y un apartado especial para los interesados en continuar sus estudios en el conservatorio. En la actualidad se estudia el proyecto de la casa dedicada a la música.
También la Banda de Música de la Asociación Artístico-Cultural Patronato Amigos del Arte tiene una academia que ofrece enseñanza musical gratuita para ingresar a dicha banda.

### Deporte
Hasta el siglo XX, el único deporte organizado que se practicaba en la comarca era la lucha canaria, teniendo Güímar el mérito de registrar la que hasta el momento es la primera descripción conocida de una luchada histórica en todo el archipiélago, que se celebró en las fiestas de San Pedro de 1827 entre los bandos de Güímar Arafo y Candelaria.
Güímar cuenta con dos grandes terreros de lucha. Uno en el casco, en la zona de Tasagaya, y otro en El Escobonal, inaugurado en el 2007 para el equipo Benchomo, el más antiguo del municipio.

### Religión
El arciprestazgo de Güímar se extiende por cinco municipios del sureste de Tenerife, desde Candelaria al norte hasta Arico al sur, y está constituido por 24 parroquias.
Güímar da nombre a la primera parroquia del valle. La iglesia de San Pedro Apóstol no fue la primera, no obstante, hoy se considera la parroquia matriz de toda la comarca, desde Candelaria hasta Fasnia y de ella se han segregado directamente seis parroquias.
La primera parroquia comarcal tuvo su sede en Santa Ana, Candelaria, que por aquel entonces era el pueblo más habitado. Pero a finales del siglo XVI se consolida un núcleo importante en la actual ciudad de Güímar, con una población mayor que la de Candelaria, y en 1610 abre sus puertas la primitiva iglesia de San Pedro del Tanque. Tras esta construcción ya quedaron abiertas en el municipio dos núcleos bien diferenciados: San Juan y San Pedro del Tanque, solicitando la alcaldía pedánea y convirtiéndose en capital de la comarca. Con el tiempo pasó a ser la iglesia de San Pedro sede Arciprestal.
Destacar los Templos Parroquiales principales:
- Arafo: San Juan Degollado y Ntra. Sra. de El Carmen.
- Candelaria: Santa Ana y la basílica de Candelaria.
- Fasnia: San Joaquín, Ntra. Sra. de El Carmen.
- Arico: Ntra. Sra. de la Luz, Ntra. Sra. de Fátima y San Lucas Evangelista.
- Güímar: San Pedro Apóstol, Santo Domingo de Guzmán, Ntra. Sra. Del Rosario de Fátima, Santiago Apóstol, San José, Ntra. Sra. de Agache y San Carlos borromeo, San Antonio de Padua, La Santa Cruz y Ntra. Sra. de La Paz.

## Localidades hermanadas
- Candelaria
- Arafo
- Tacoronte
- La Gomera